# Lantz’scher Park

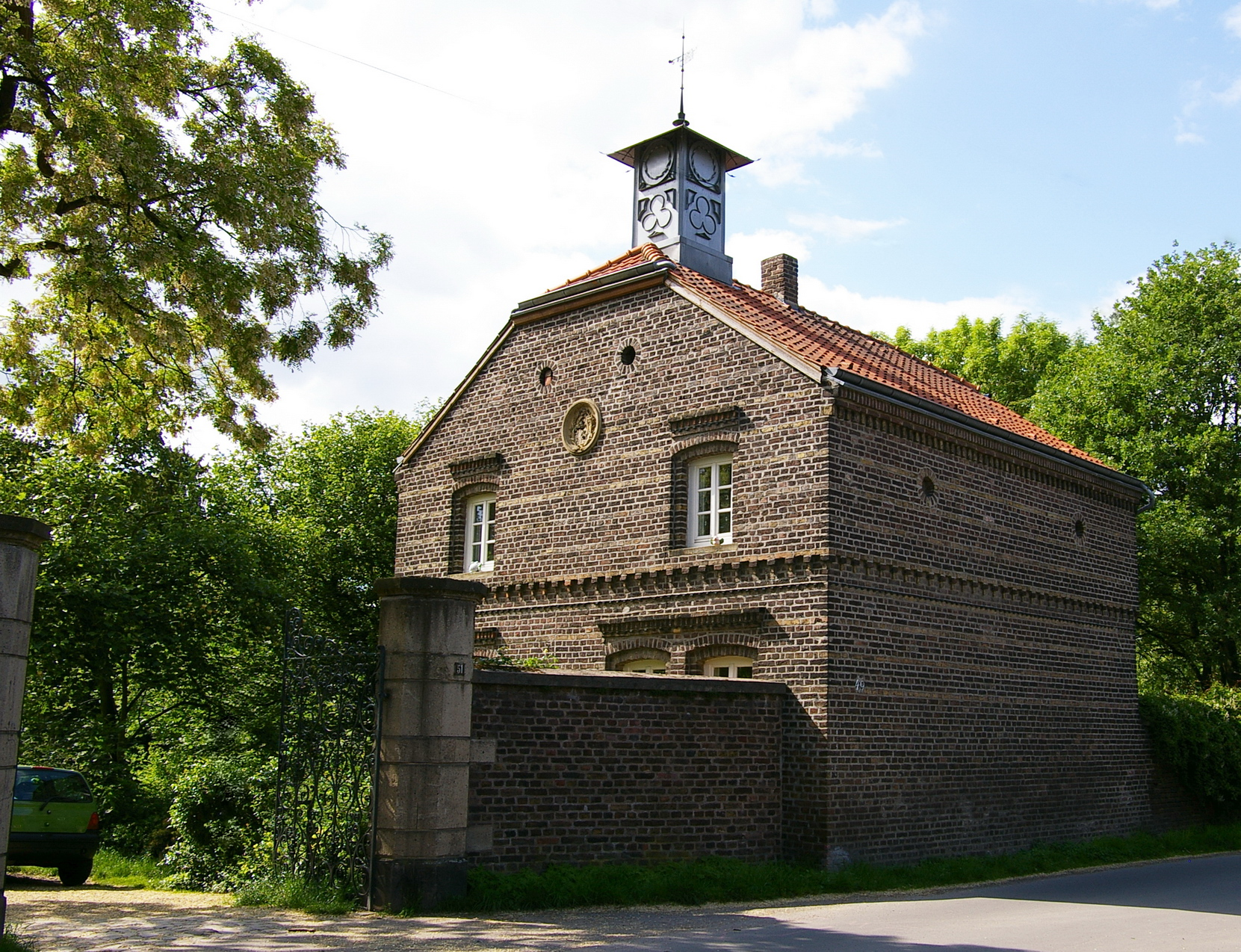
Torhaus am Parkeingang (2006)

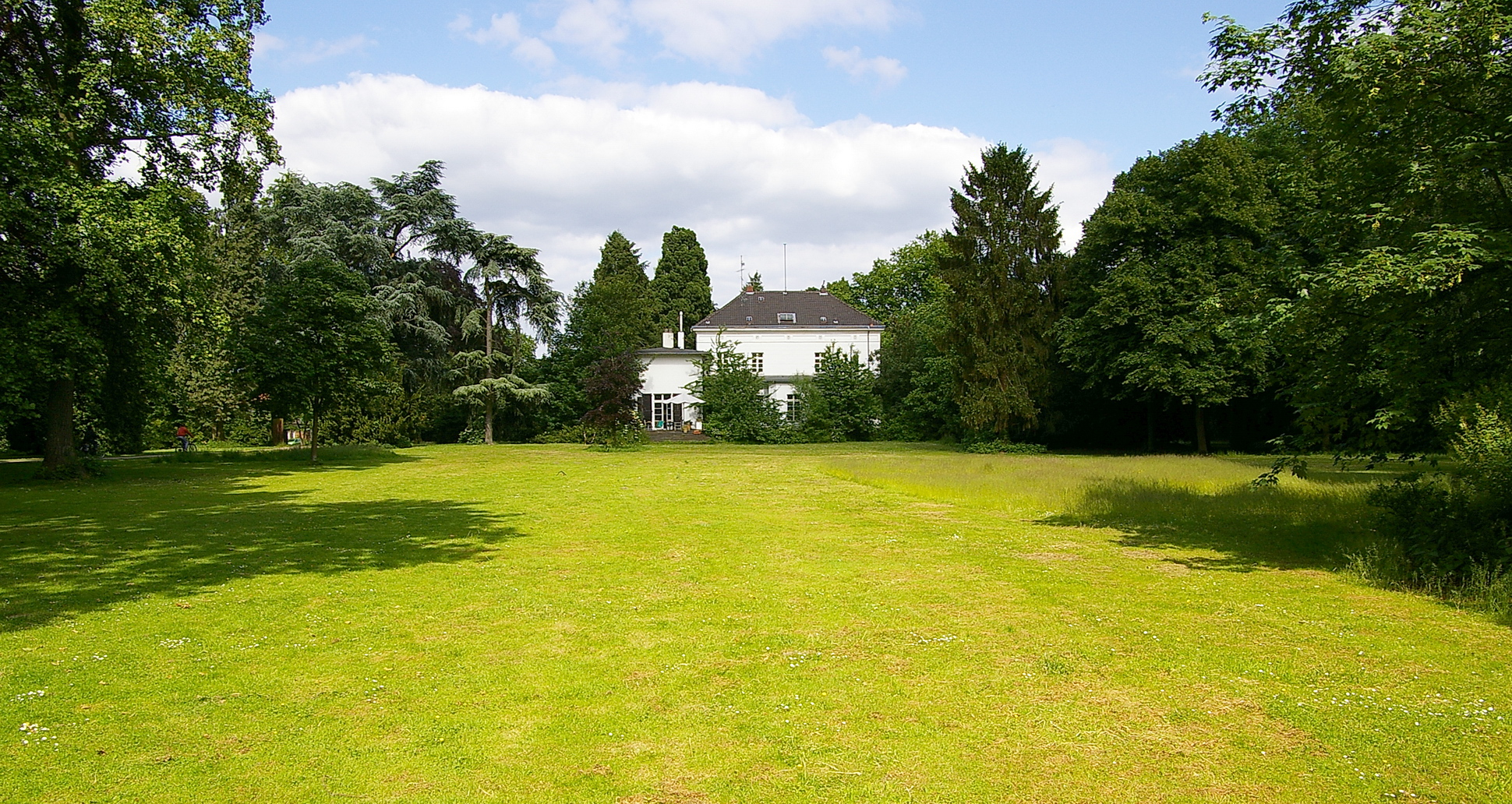
Anlage als englischer Garten, Blick von Westen auf das Herrenhaus (2006)

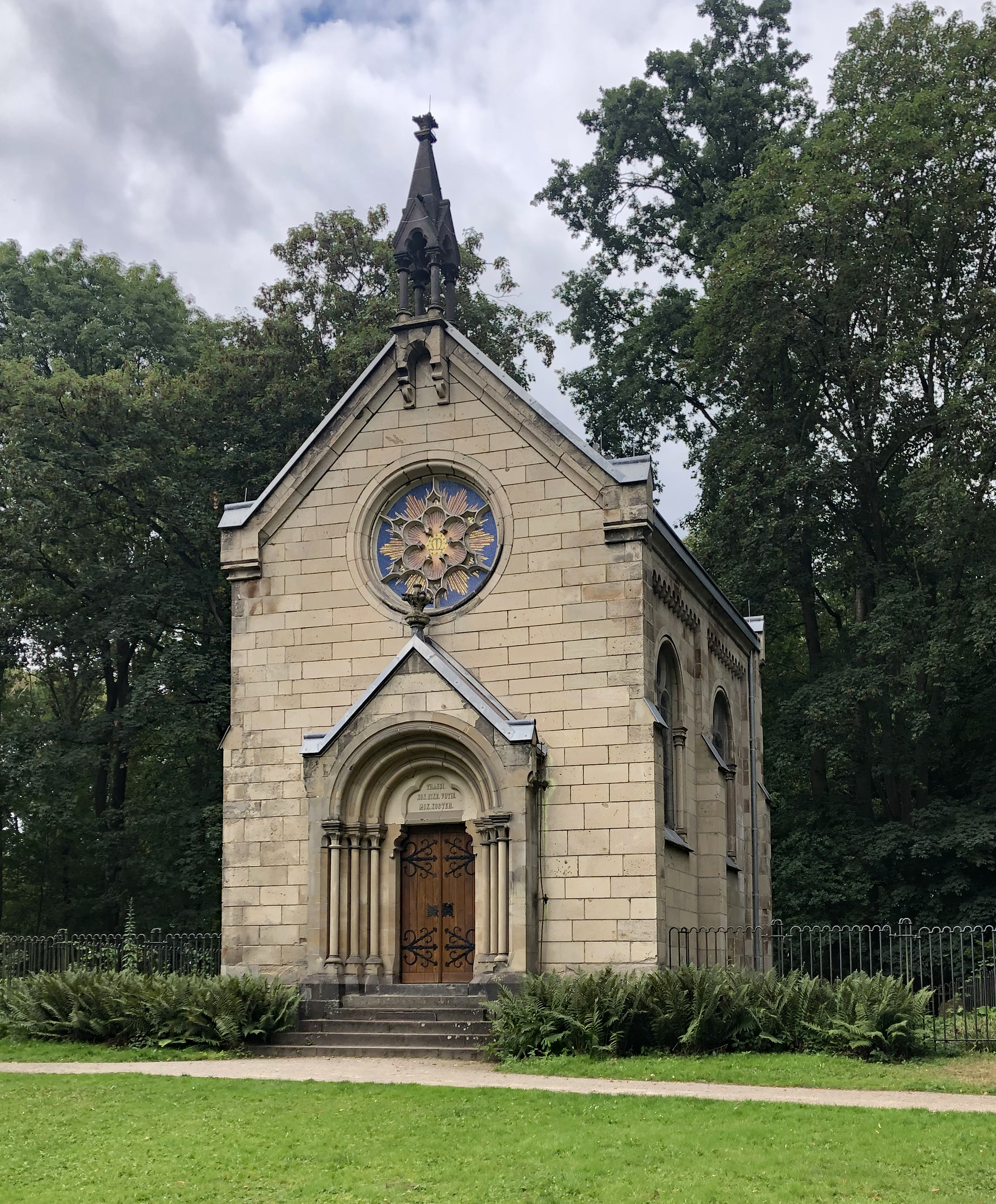
Begräbniskapelle, erbaut 1878–1879 (2020)

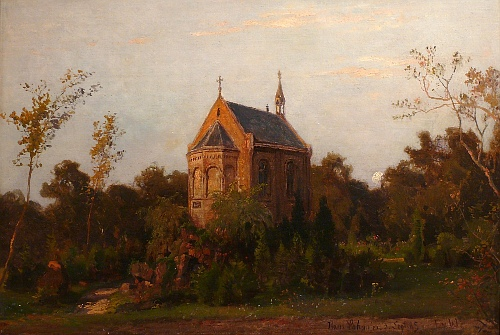
Fritz von Wille: Kapelle im Lantz’schen Park, Gemälde von 1885

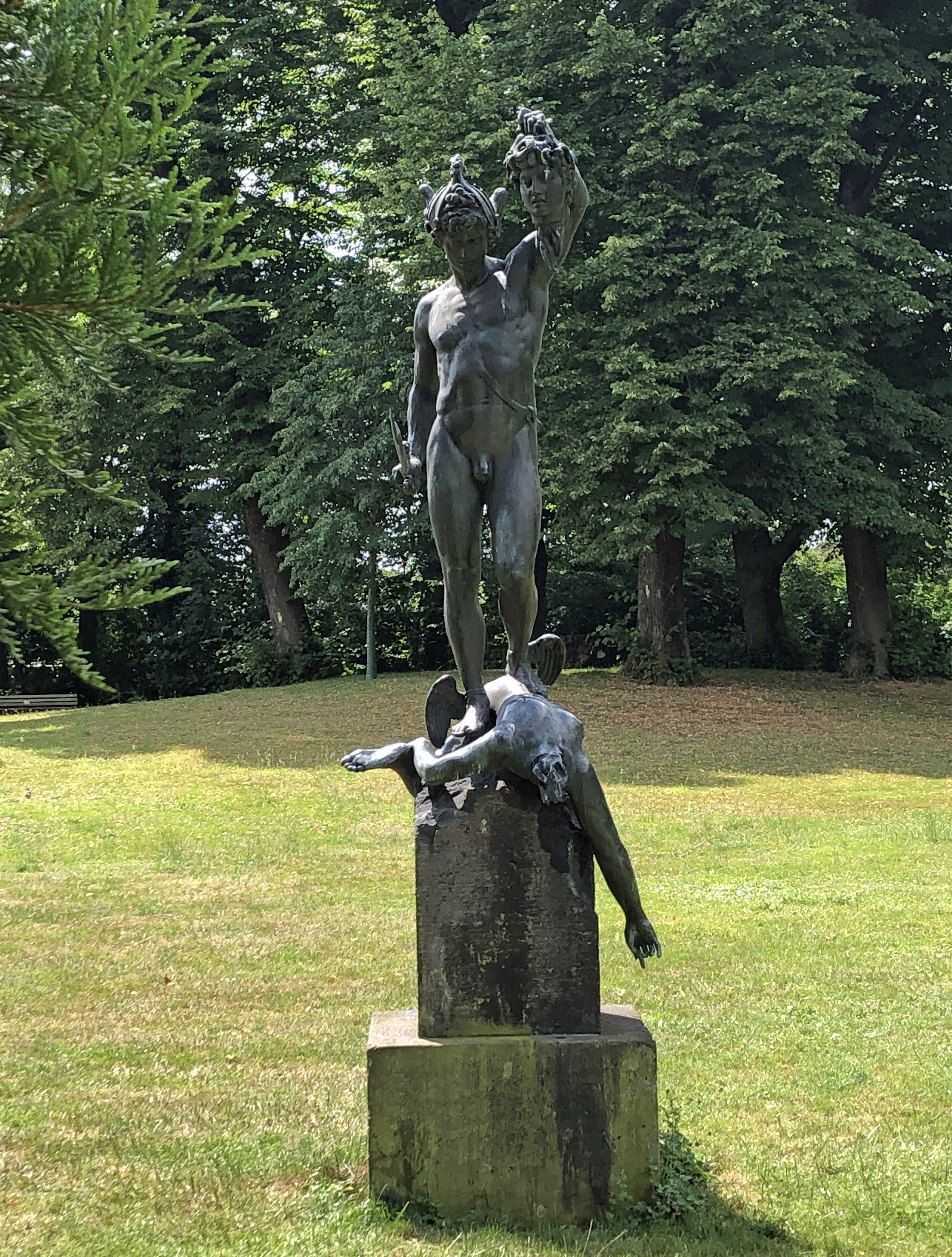
Perseus mit dem Haupt der Medusa, Ludwig Vordermayer, 1900 (2020)

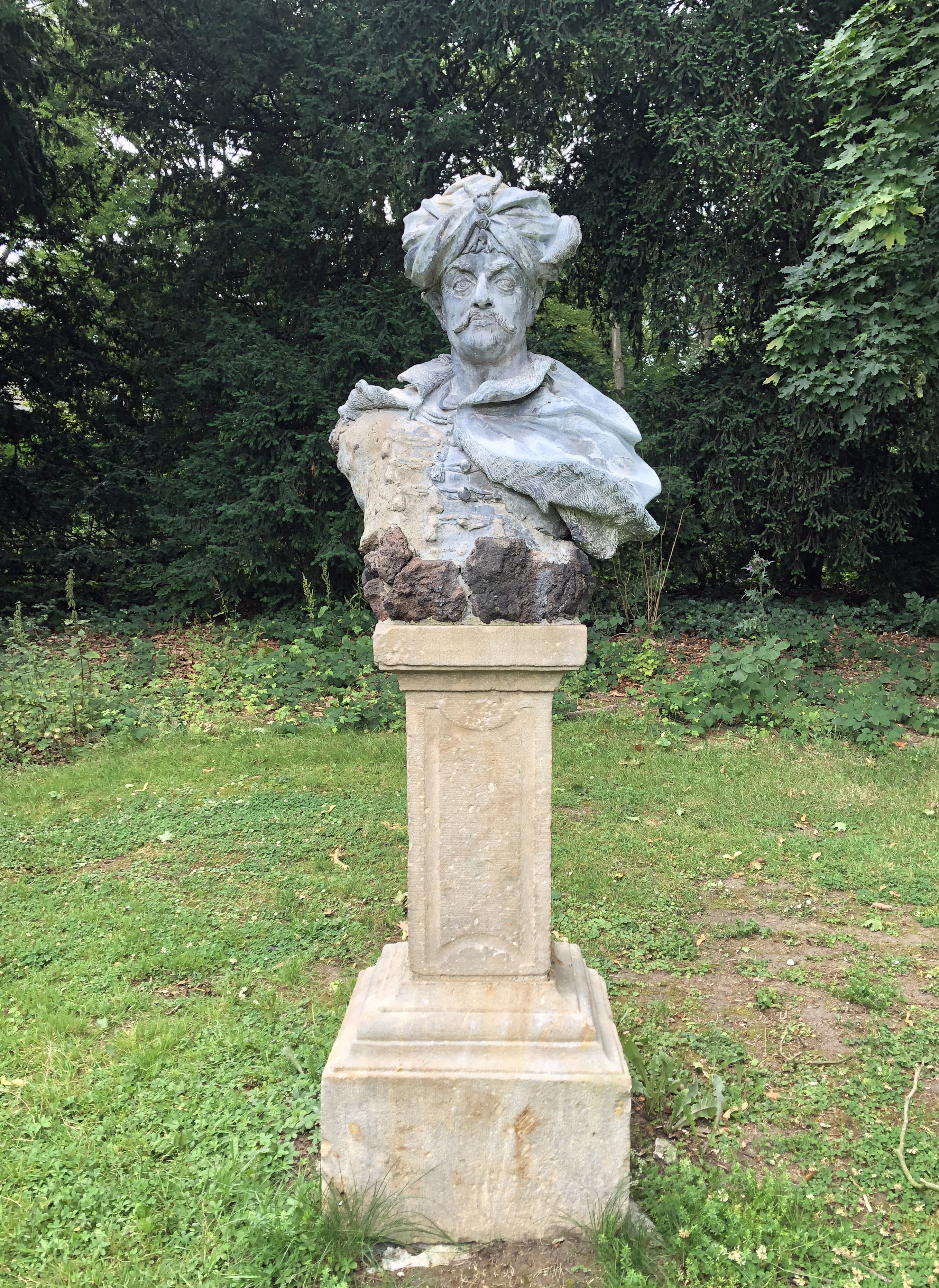
Südlich des Herrenhauses die Skulptur eines Großwesirs (2020)

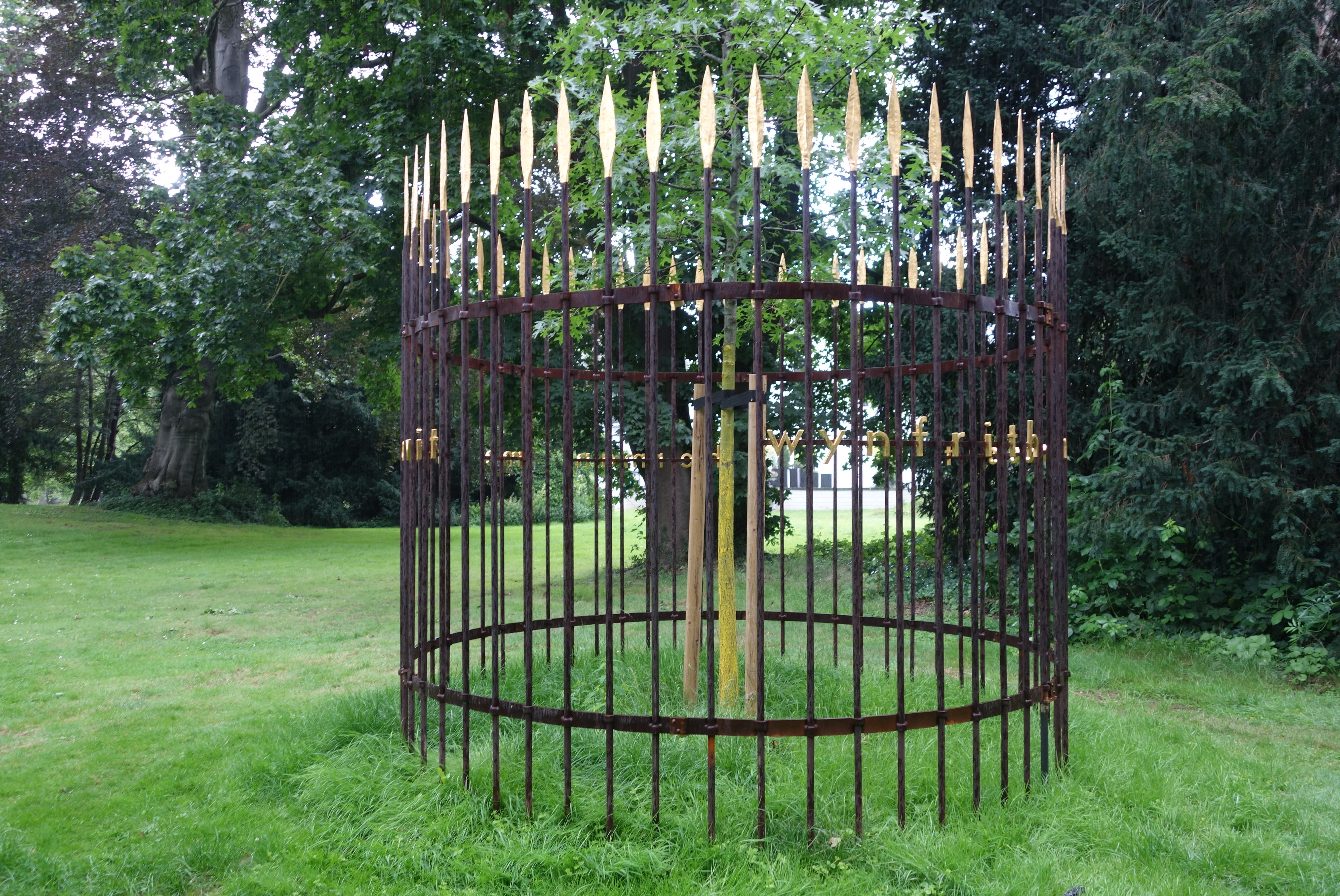
Herman de Vries: „wynfrith me caesit – herman me recreavit“, 2002.
2021 von der Rheinuferpromenade, vormals auf der Wiese an der Reuterkaserne, hierher versetzt, mit anderer Eiche.

Der Lantz’sche Park ist eine 14,5 ha große Grünanlage im Düsseldorfer Stadtteil Lohausen.

## Geschichte
1804 erwarb Heinrich Balthasar Lantz (1762–1828) den Rittersitz Lohausen von Ferdinand Freiherr von Calcum genannt Lohausen. Lantz war ein mit Handel in den Kolonien wohlhabend gewordener Kaufmann. Vermutlich 1805–1806 wurde das Herrenhaus der Familie Lantz auf den Fundamenten der alten Wasserburg errichtet. 1878–1879 folgte der Bau der Begräbniskapelle der Familie Lantz im Zentrum der Parkanlage. Veranlasst hatte den Bau der Kapelle Heinrich Victor Lantz in Angedenken an seine Frau Mathilde Lantz (1834–1878), eine geborene Ulrich aus Bredelar, die im Alter von 44 Jahren verstorben war.
Der Park entstand in drei zeitlichen Abschnitten. Der mittlere Teil ging aus einer alten forstlichen Parzelle hervor, die schon in einer Karte von 1702 eingetragen ist („Belagerung von Kaiserswerth“ 1702, Lithographie von Bouffard, aus: Lamigue, Histoire du Prince d’Orange et de Nassau, Leeuwarden 1715, Kupferstich, Stadtmuseum Düsseldorf, Inventur IV 284).
Die Parkanlage im vorderen Bereich rund um das Herrenhaus entstand nach einem Plan von Joseph Clemens Weyhe von 1858 im Stil des englischen Landschaftsgartens. Auf dem Rasenstück nahe dem Herrenhaus steht eine von zwei verwitterten Schmuckvasen aus Sandstein, deren Herkunft unbekannt ist. Vermutet wird, dass diese aus dem ersten Hofgarten stammen könnten. Auf dem Plan des alten Hofgartens in Düsseldorf von 1775 von dem Landvermesser Johann Caspar Nosthofen sind zwei solcher Vasen hinter dem Hofgärtnerhaus (B) eingezeichnet. Die zweite Schmuckvase wurde 2010 von Vandalen umgestoßen, deren Posament befindet sich auf dem Rasenstück an der Südseite der Villa.
Bildnisbüsten von Regenten aller Länder waren in einer Gruppe nahe dem Herrenhaus aufgestellt. Ein Türkischer Großwesir aus Hartblei-Guss steht heute auf der Wiese an der Südseite des Herrenhauses. Vereinzelte Sockel, ohne Figuren, befinden sich auf dem Parkgelände. Eine Büste der Maria Theresia wurde im Gartenamt eingelagert.
Der hintere Parkteil rund um die Kapelle wurde von Julius Bouché 1880 im Stil des Historismus geplant. Die Idee einer dominierenden Achse mit beidseitigen Doppelbaumreihen, der Lindenallee, im hinteren Parkteil und einem Rundweg durch den Park entstammten seiner Planung.
Seit wann die Nachbildung des „Perseus mit dem Haupt der Medusa“, gefertigt vom Bildhauer Ludwig Vordermayer im Jahre 1900, im Lantz’schen Park steht, ist nicht bekannt.
Zum Ende des Zweiten Weltkriegs wurden 1944 am Parkeingang Heiligenweg, dem Zugang von Stockum, Befehls- und Nachrichtenbunker für Gauleiter und Reichsverteidigungskommissar Friedrich Karl Florian gebaut. Im Januar 1945 hatte General der Waffen-SS Karl Gutenberger hier sein Quartier. Teile der Bunkeranlage sind heute noch vorhanden. 1945 wurde der Park, insbesondere der Bouché-Teil, durch Artilleriebeschuss stark in Mitleidenschaft gezogen und auch der Baumbestand durch Brennholznuzung stark dezimiert.
Die Familie Lantz bewohnte die Anlage in fünf Generationen. Nach dem Tod des unverheirateten Ulanen-Rittmeisters Ludwig Lantz (1885–1969) ging der gesamte Besitz in die Hände von Benedikta Dyckman, Nichte des Verstorbenen, über. Diese verkaufte Anwesen und Park zusammen mit umgebenden Ländereien im Juni 1972 an die Stadt Düsseldorf mit der Auflage, für die Erhaltung des Parks über 100 Jahre Sorge zu tragen und ihn für die Öffentlichkeit zugänglich zu halten. Auf ehemaligen Gutsflächen entstanden angrenzend an den Park die Autobahn A 44, eine Kleingartenanlage, Sportanlagen. 1974–1978 erfolgte eine Teil-Sanierung des Parks auf der Basis des Parkpflegewerks von Franz Joseph Greub. Seit 1978 ist der Park öffentlich zugänglich und wird seit 1982 von der Unteren Denkmalbehörde als gärtnerisches Kulturgut geschützt.

### Villa Lantz
Der Galerist Alfred Schmela (1918–1980) bezog 1979 das spätklassizistische Herrenhaus und errichtete einen Skulpturenpark. Es folgte als Mieter der Bildhauer und Objektkünstler Meuser bis 2008. 2009 standen noch vier moderne Kunstwerke im Park. Nach zehn Jahren Leerstand ging das Herrenhaus 2018 an ein Textilunternehmen, die dort ihre Verkaufs- und Kreativ-Abteilung mit Showroom einrichteten. Das Haus wurde aufwändig renoviert und so prangt die Inschrift „Pax Intrantibus“ (Friede den Eintretenden) an der Hauptfassade wieder in goldenen Lettern.

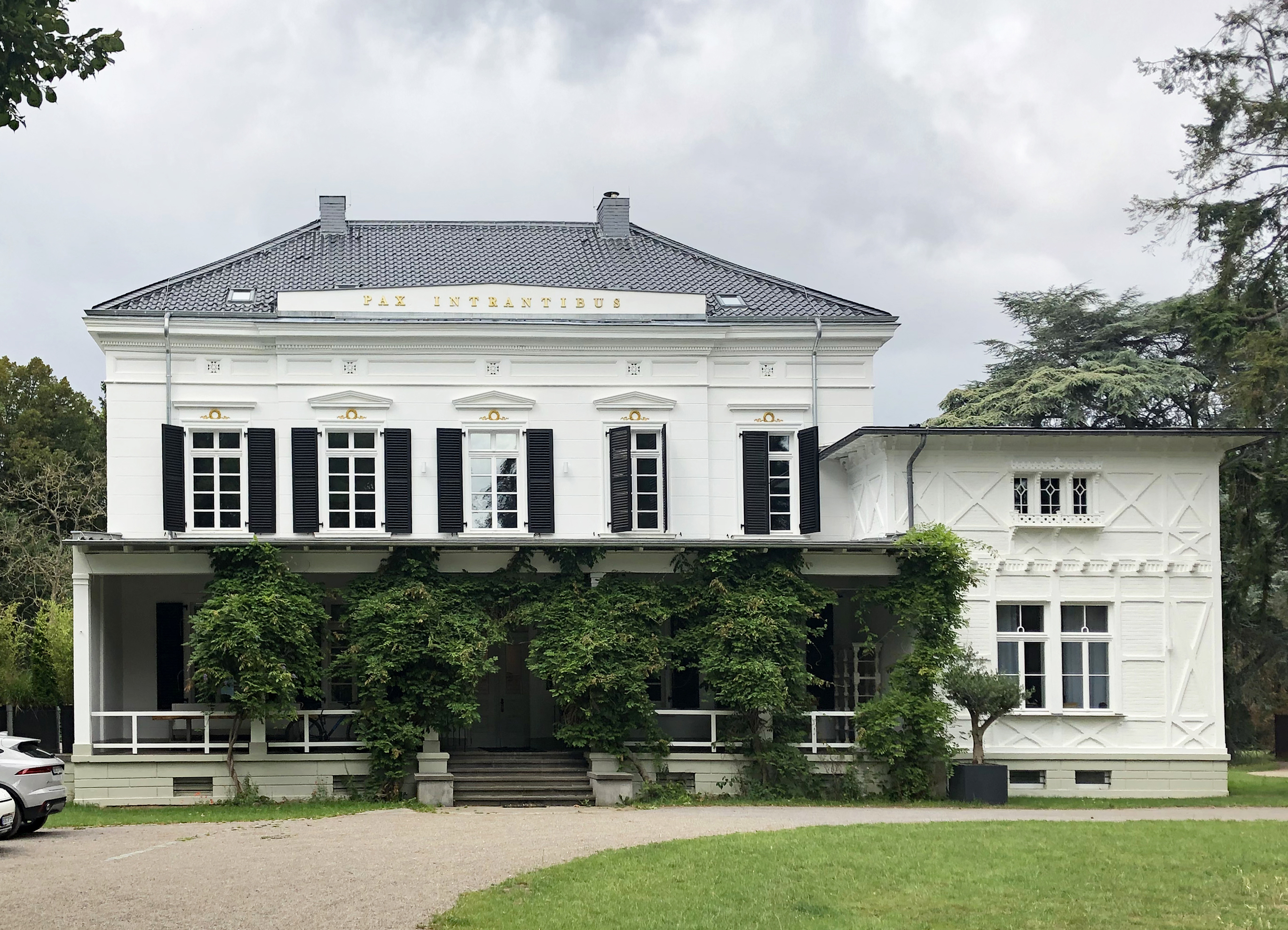
Herrenhaus Eingang, Ostseite (2020)
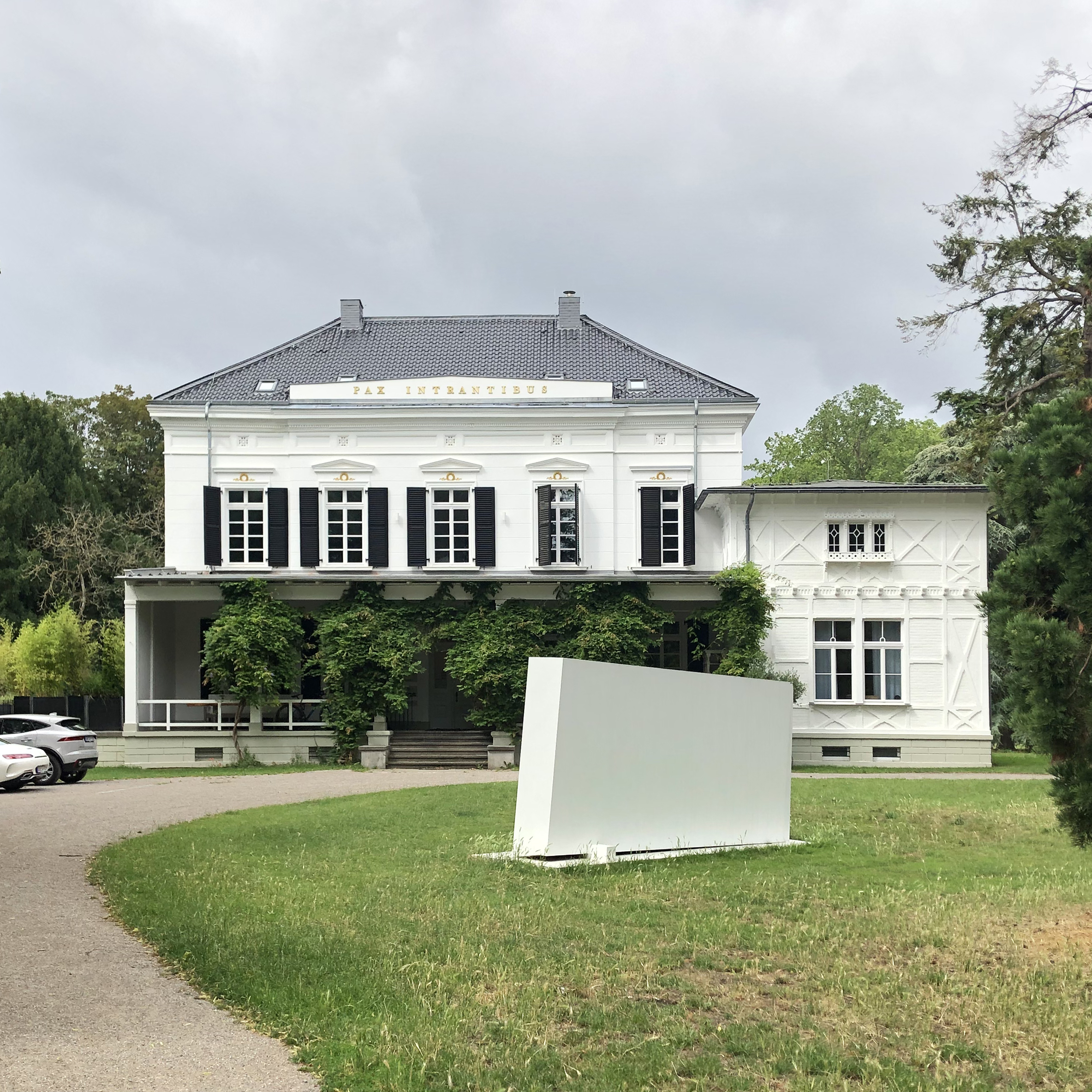
Herrenhaus Eingang mit „Dumme Kiste“ von Meuser (2020)
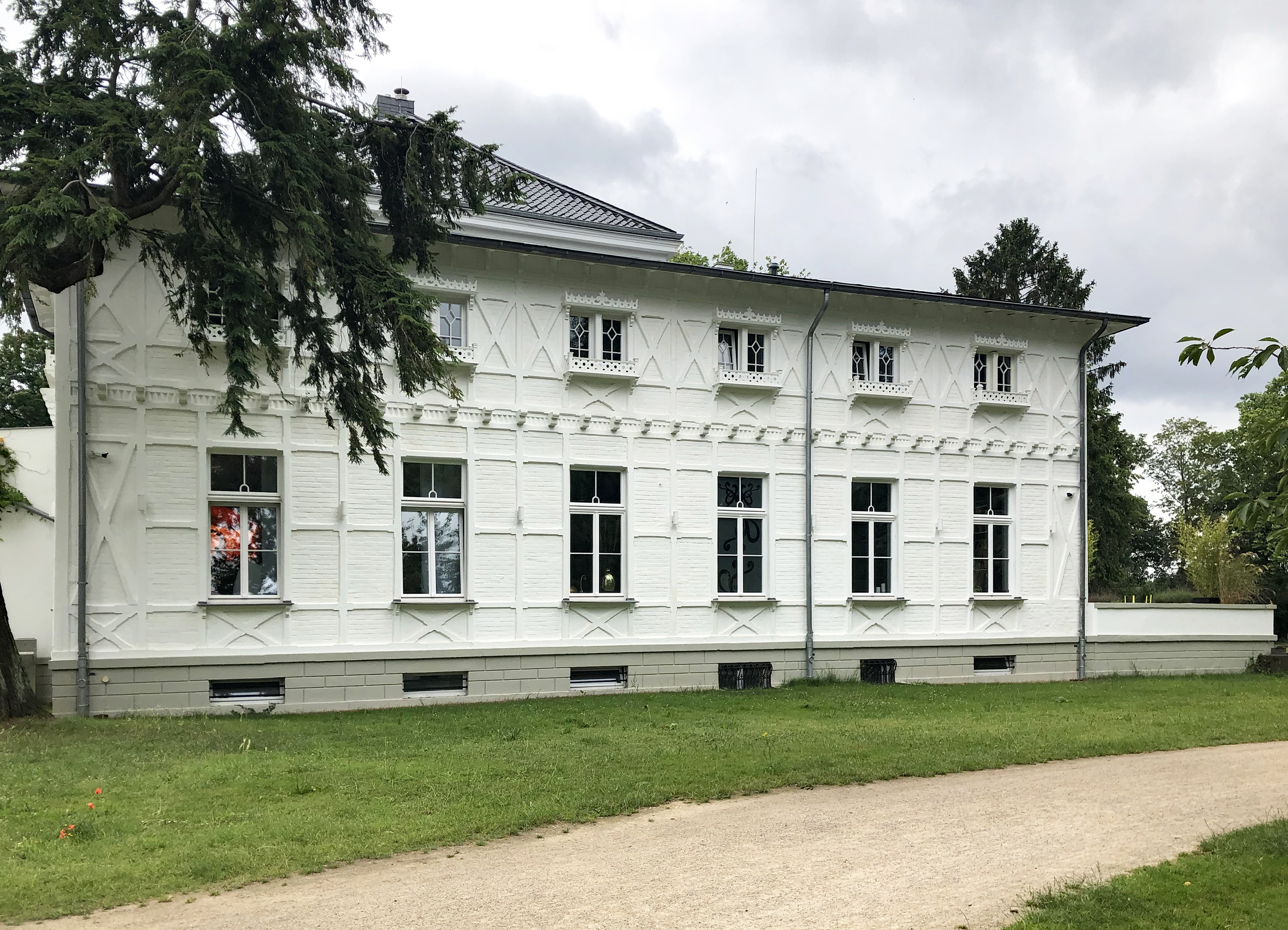
Herrenhaus Nordseite (2020)
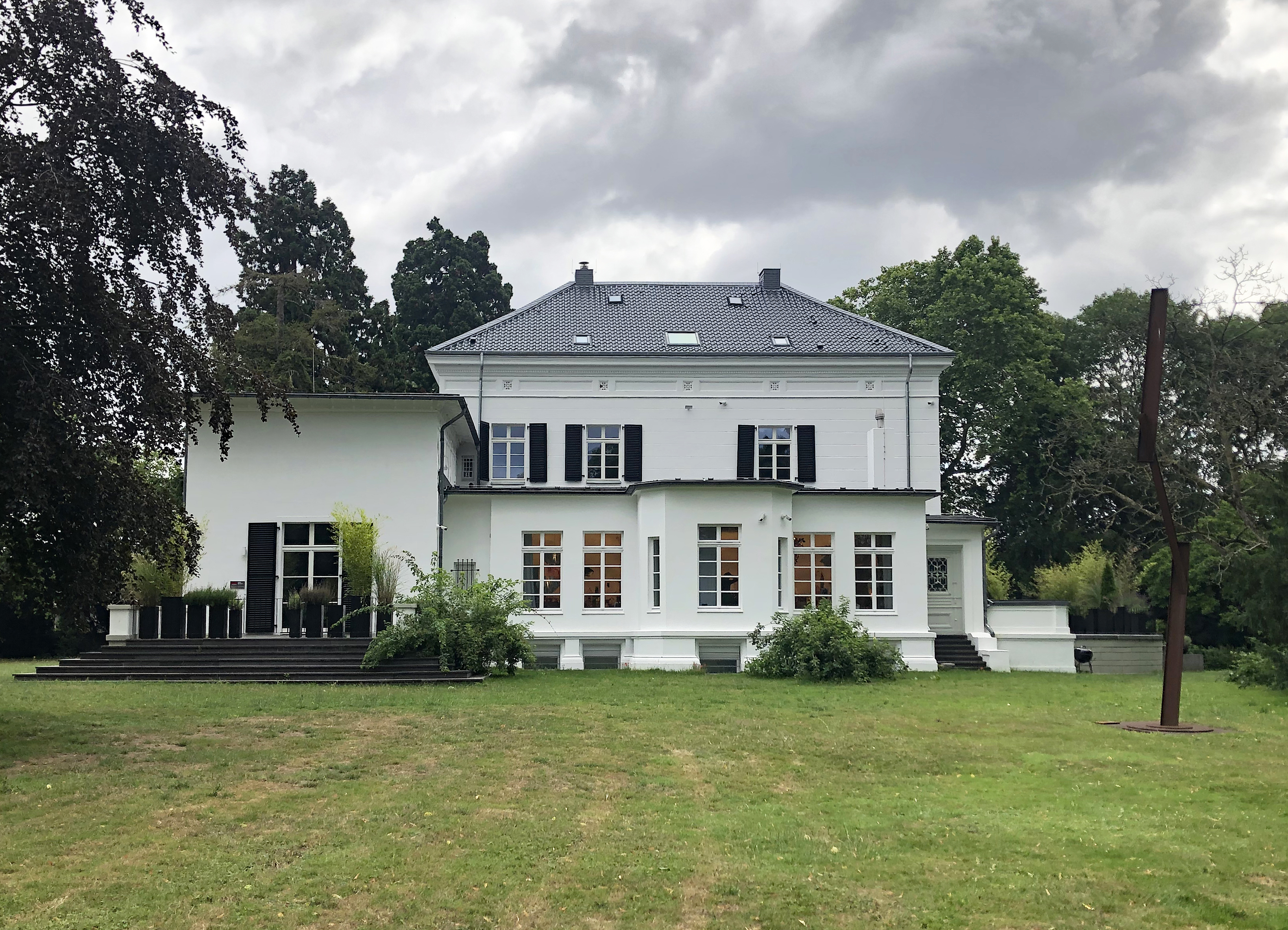
Herrenhaus Westseite (2020)
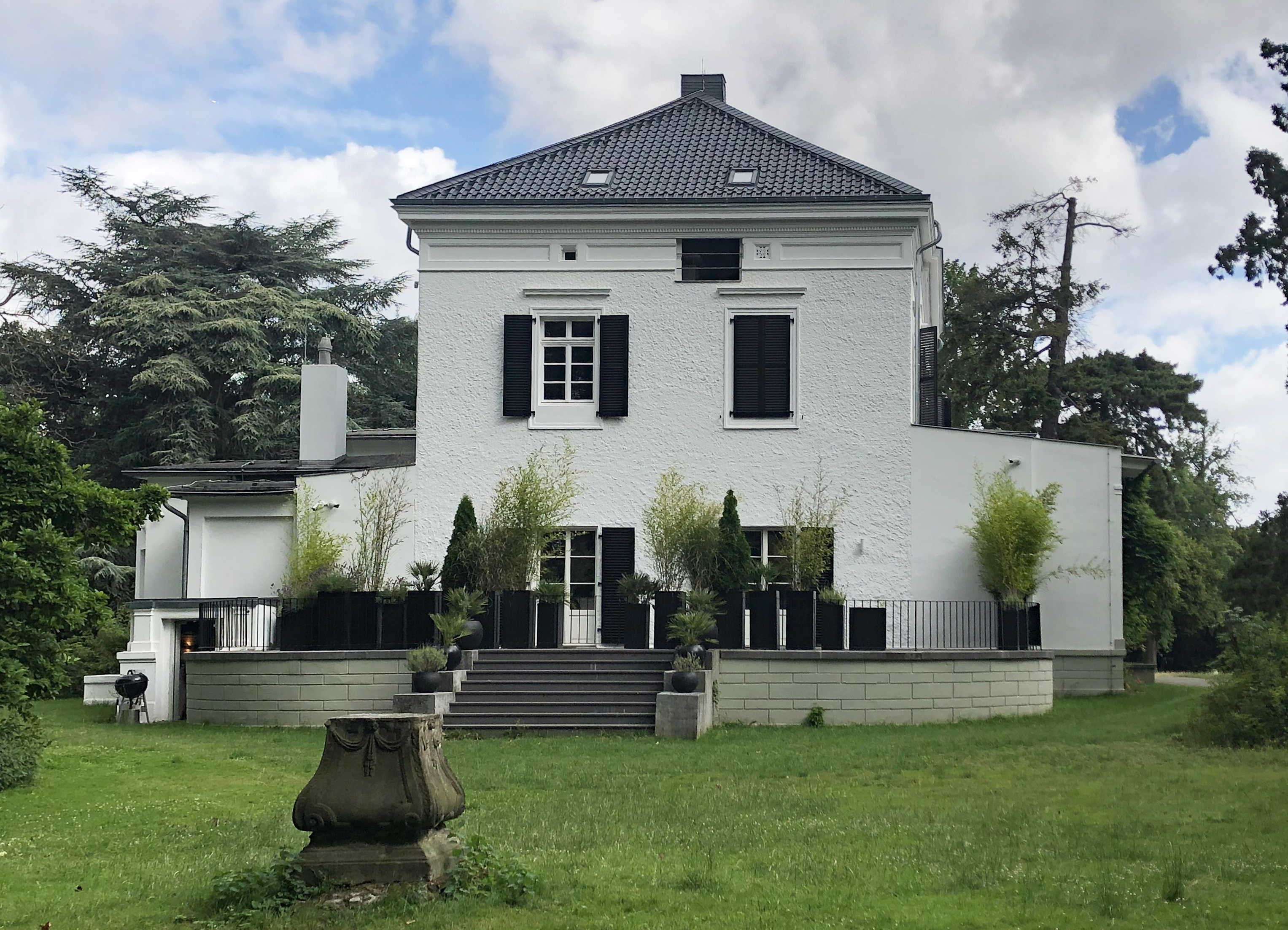
Herrenhaus Südseite (2020)

### Skulpturenpark

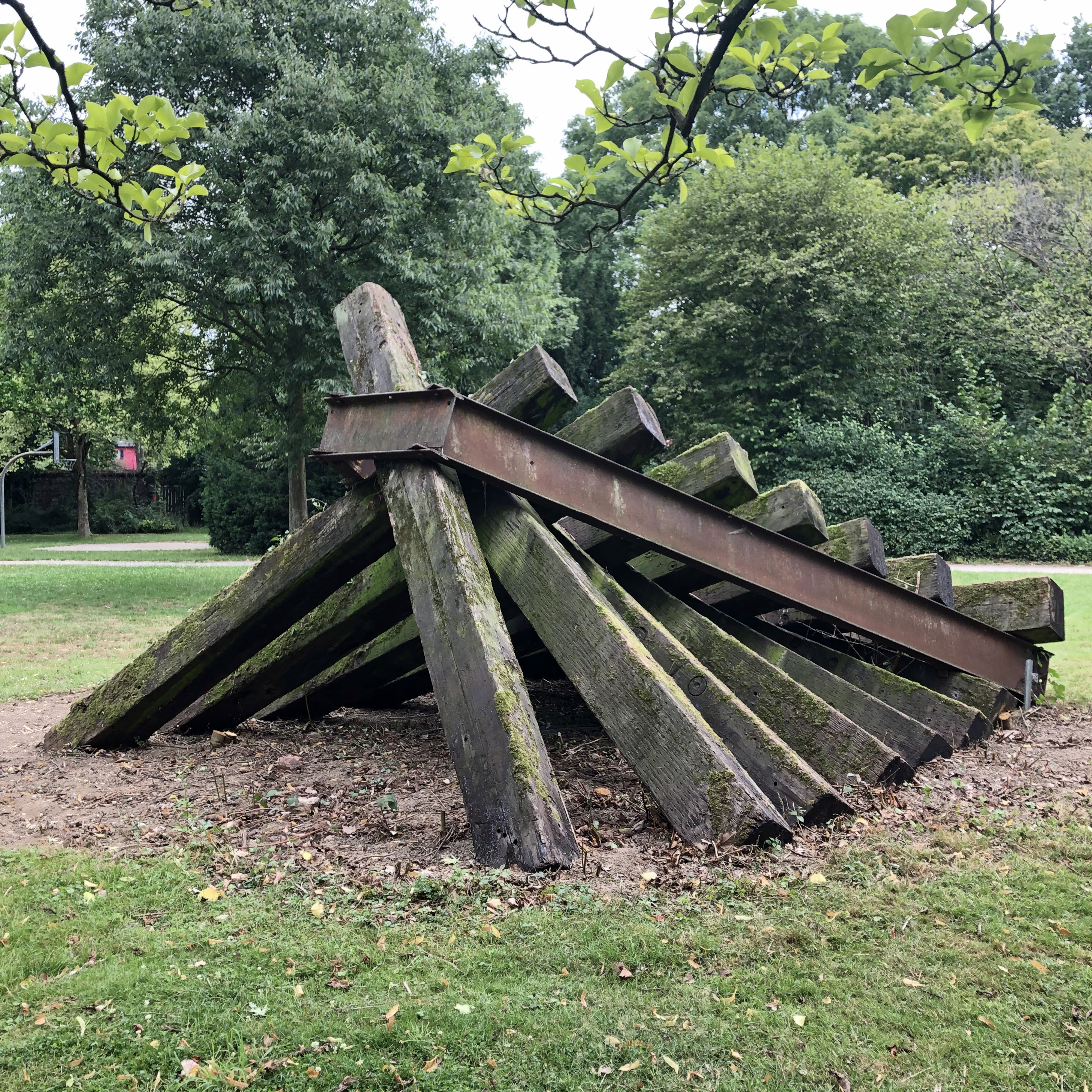
Kenneth Capps: „Attic“, 1974/1975 (Eisenbahnschwellen, Stahlträger)
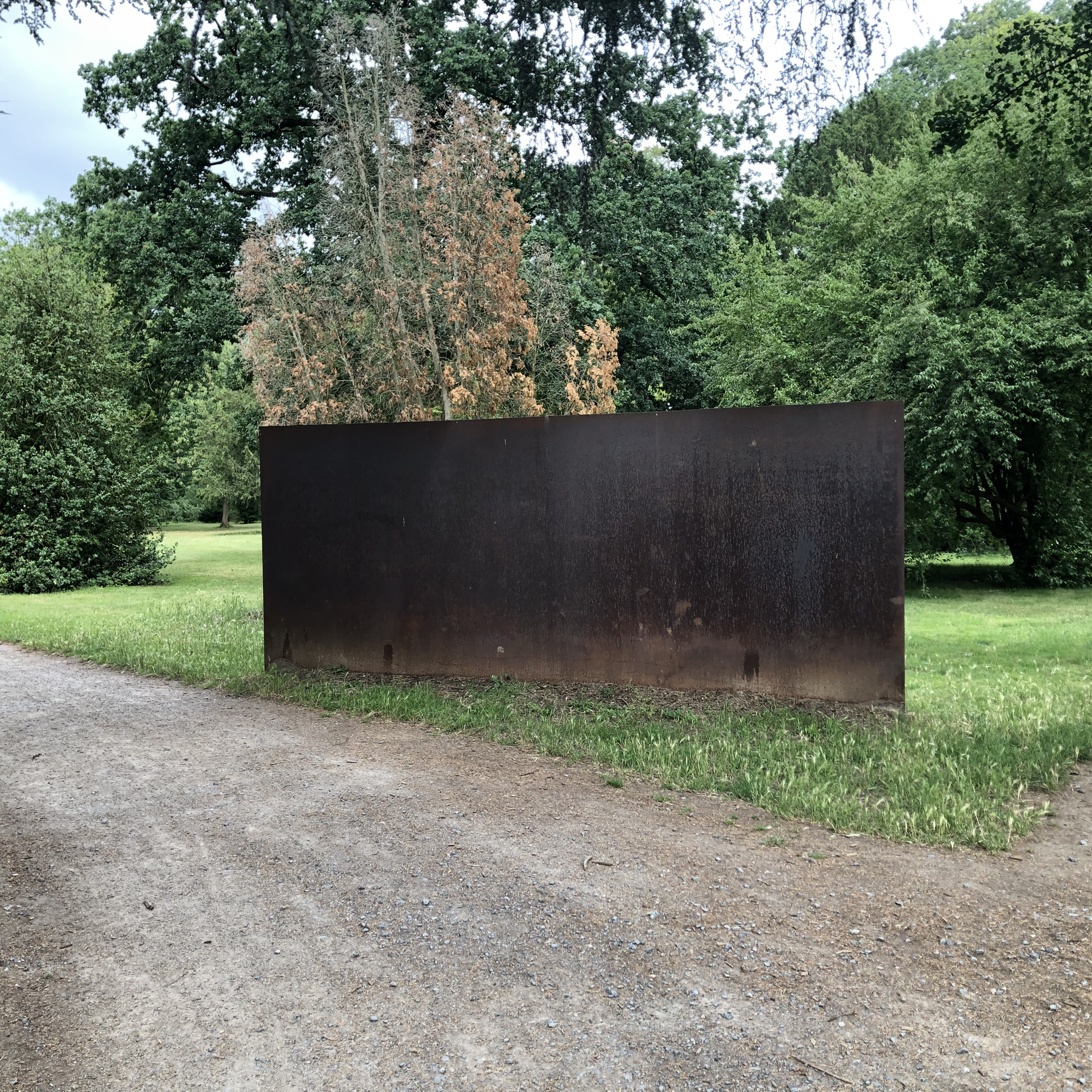
Michael Gitlin: ohne Titel (zweiteilig), ca. 1975 (Cortenstahl)
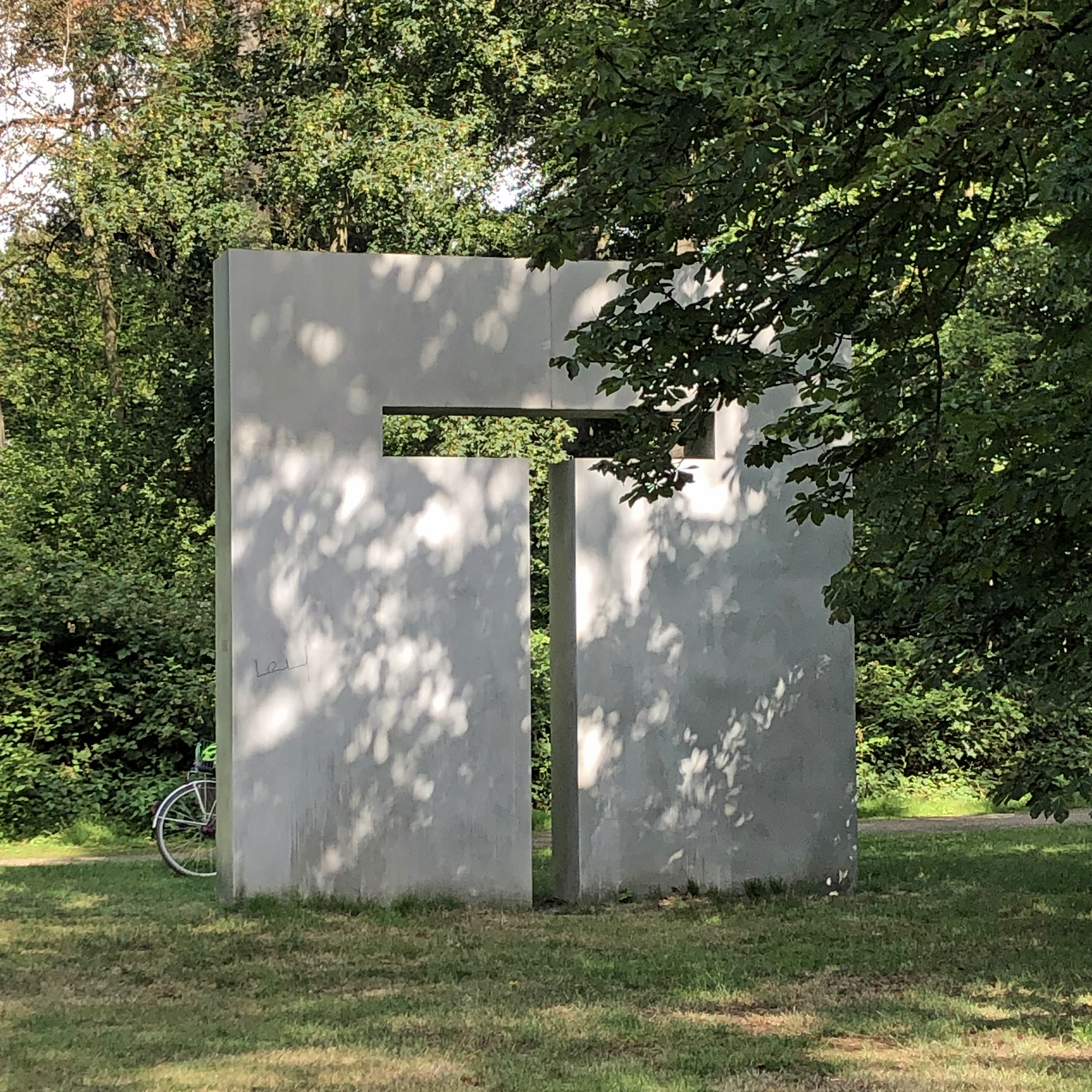
Erwin Heerich: ohne Titel, ca. 1975 (Aluminium) – zur Zeit nicht zu sehen
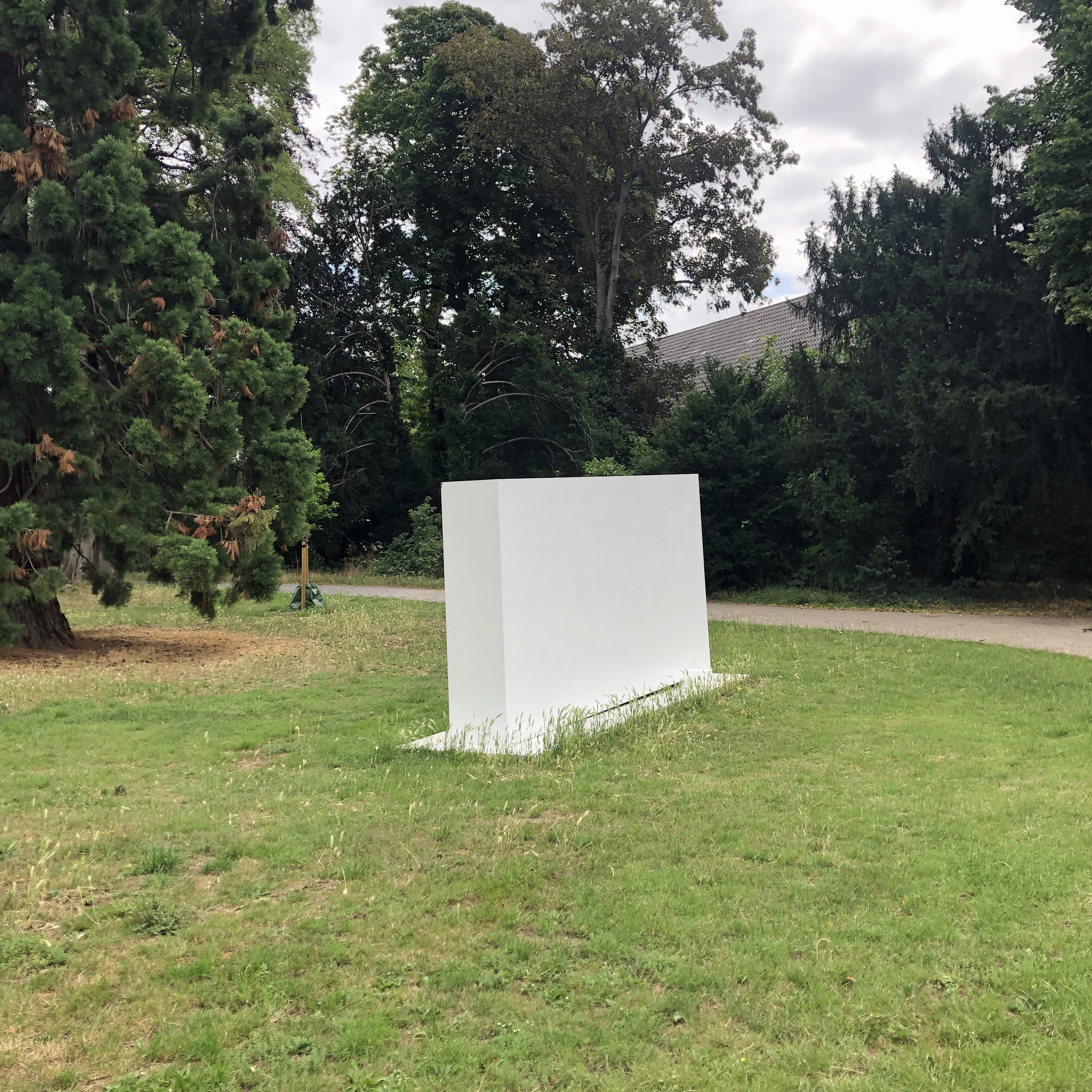
Meuser: „Dumme Kiste“, 2002 (Stahl, Ölfarbe)
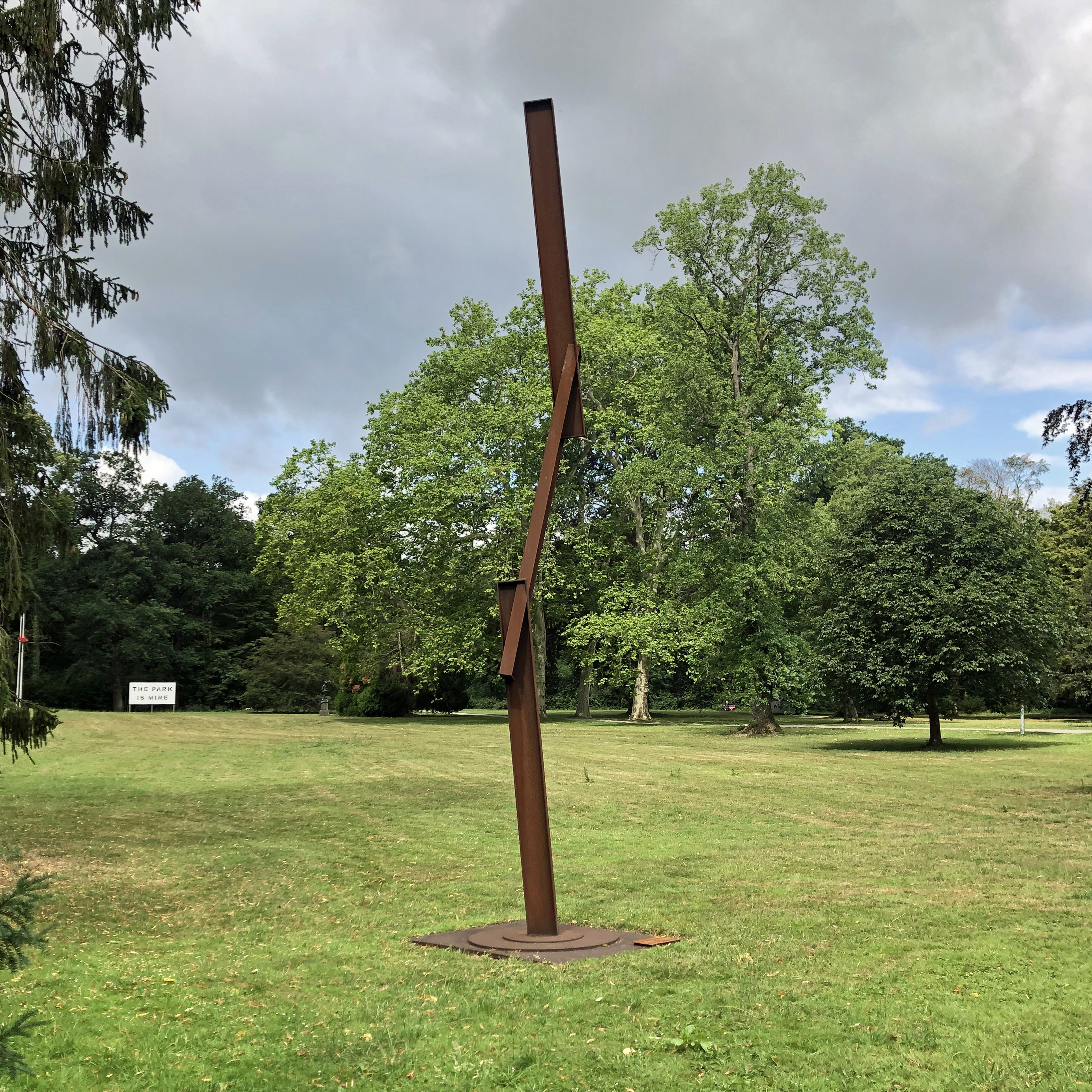
Peter Schwickerath: „Dreiteilige Vertikale“, 2014 (Stahl)

Im September 2019 stellte zur Eröffnung der Villa der Lohausener Bildhauer Peter Schwickerath die Stahlskulptur "Dreiteilige Vertikale" auf und aus. Dies geschah auf Initiative des Direktors der Kunsthalle Düsseldorf Gregor Jansen, und so wurde die Idee und Fortführung eines internationalen Skulpturenparks der „Kunstkommission Düsseldorf“ Ende 2019 vorgestellt. Das offene Konzept beruht auf Skulpturen und Aktionen, die temporär im Park im Dialog mit der Natur und den Menschen ein besonderes Erlebnis von Natur und Kultur ermöglichen. Die klassisch installierten und teilweise für den Park neu konzipierten Werke wurden durch ein wöchentliches Aktionsprogramm im Juli und August 2020 ergänzt.

### Internationaler Skulpturenpark 2020
- 2020: Internationaler Lantz´scher Skulpturenpark Lohausen

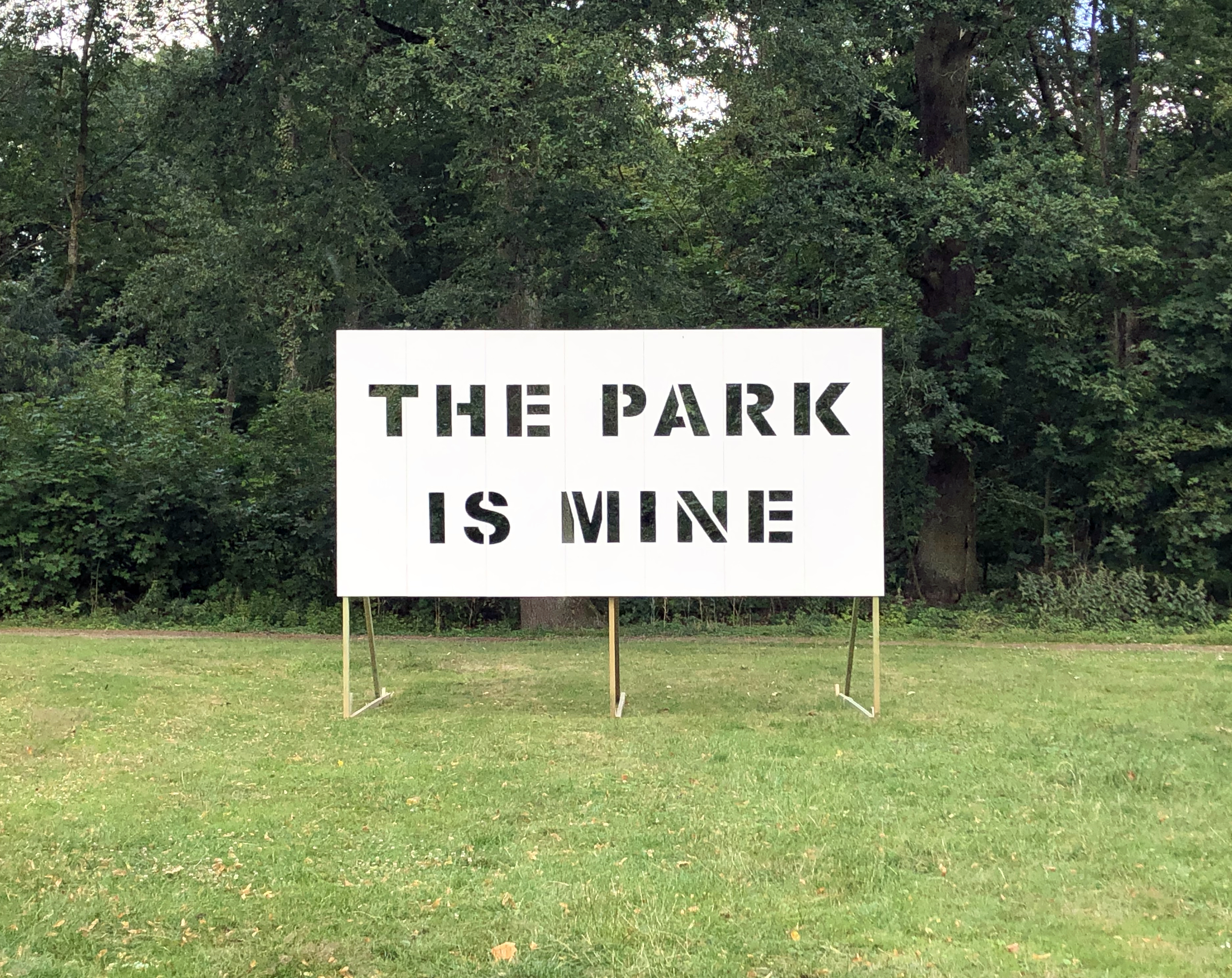
Julia Bünnagel und Patrick Rieve: „THE PARK IS MINE“, 2009–2020 (Holz und Lack)
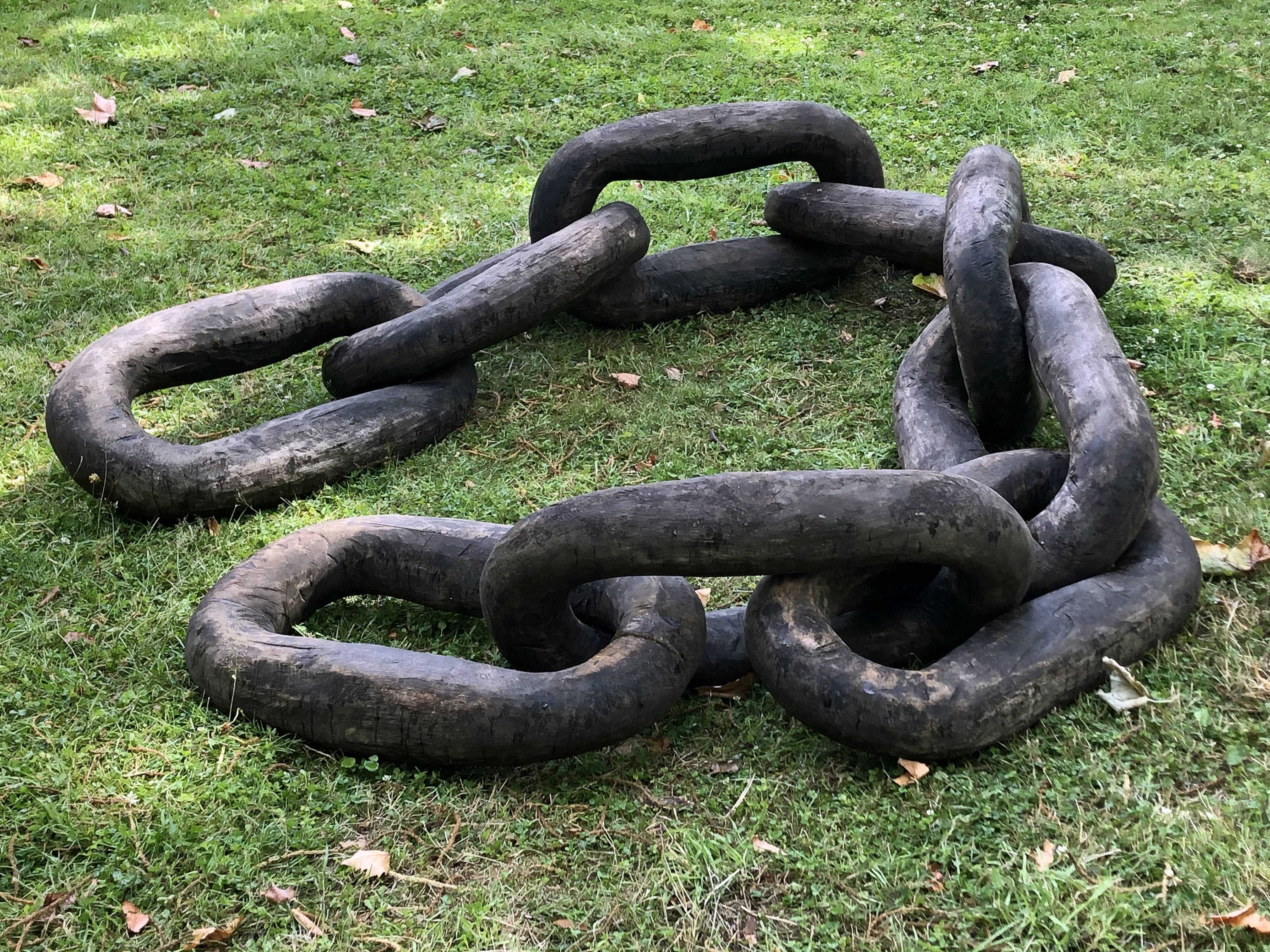
Gesine Grundmann: „Stammheimer Kette“, 2017 (Eichenholz)
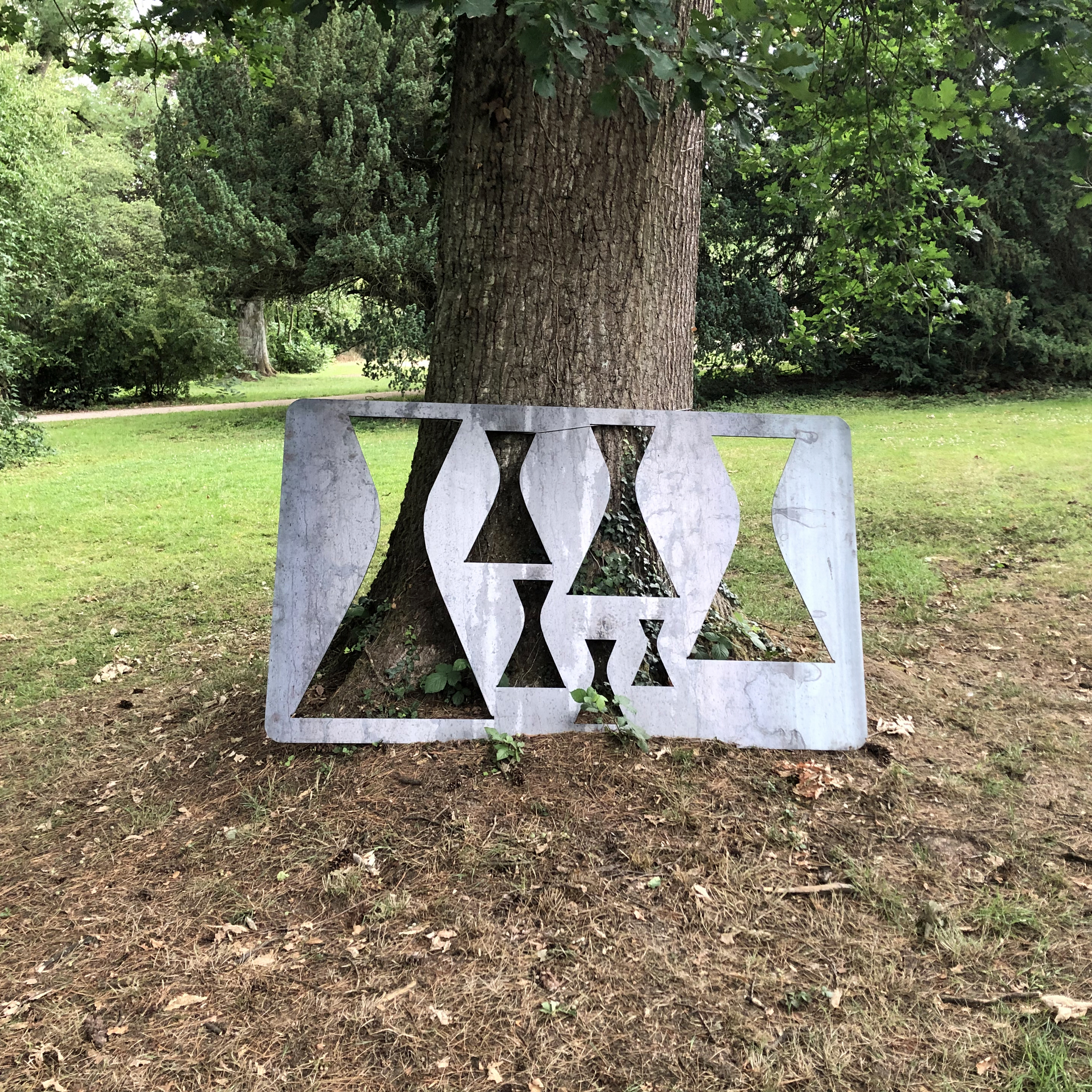
Rita McBride: „Mae West Conical Shapes Template“, 2007 (plasmageschnittener Cortenstahl)
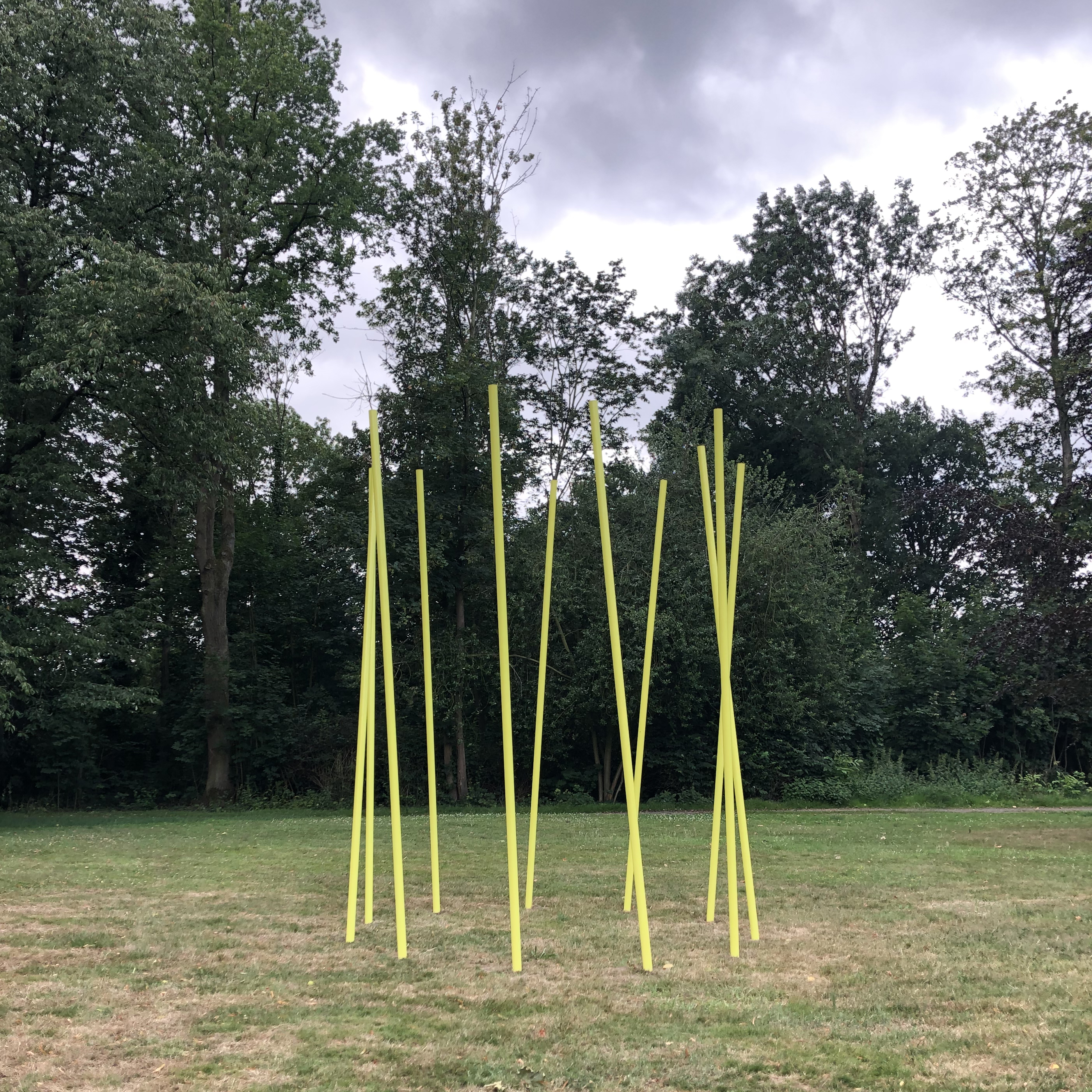
Martin Pfeifle: „Orbis“, kinetisches Objet, 2020 (Aluminiumstangen lackiert)
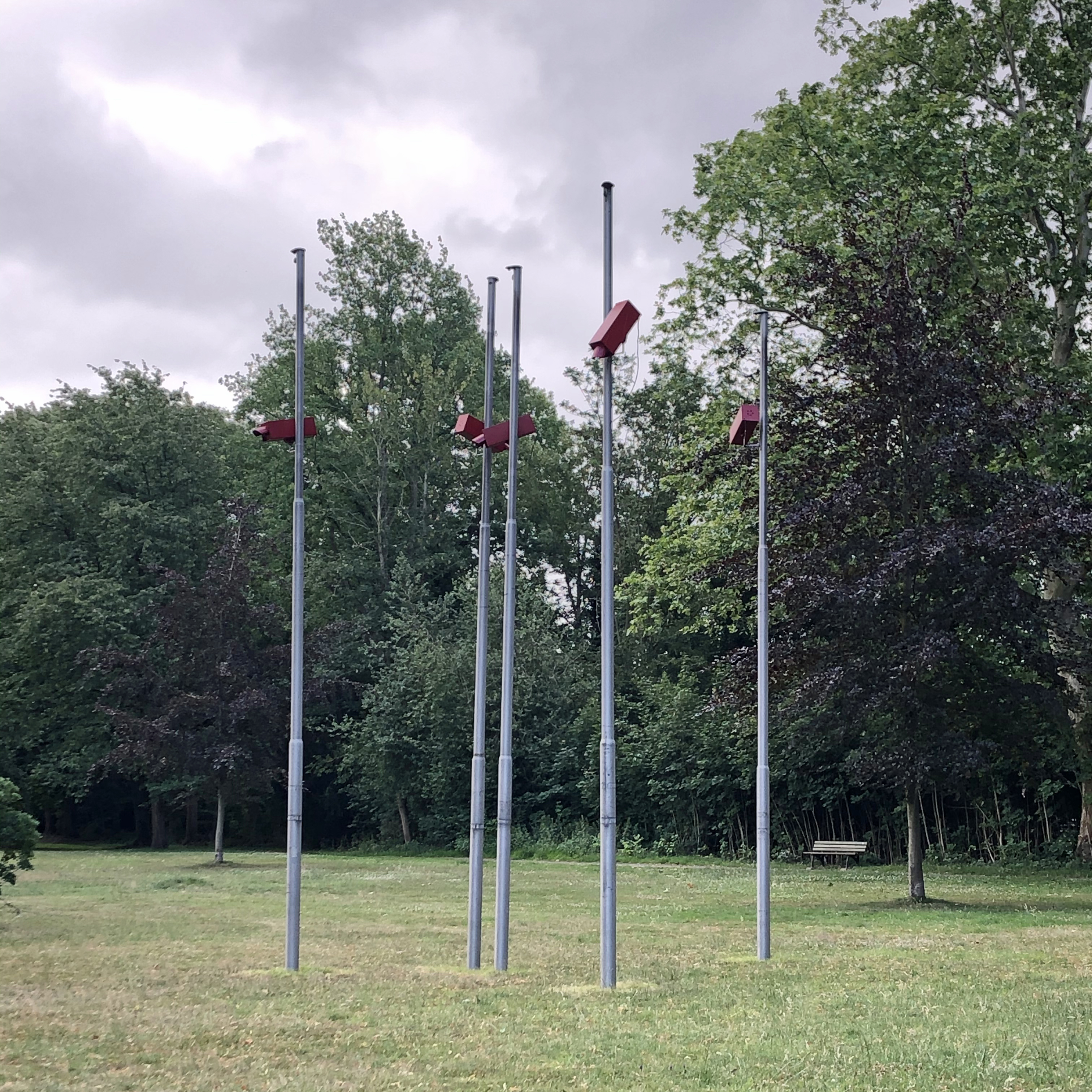
Bogomir Ecker: „vedere“, 2001
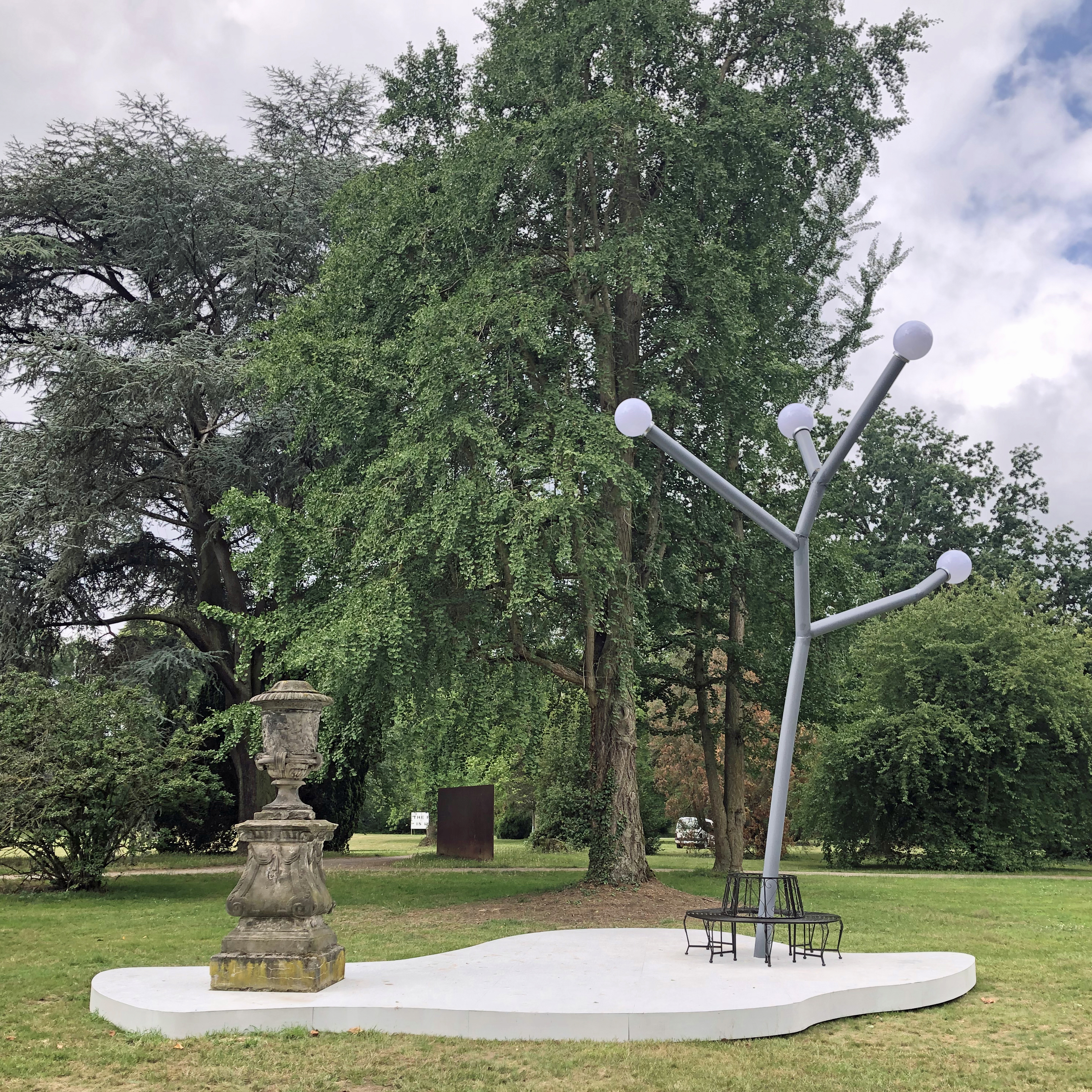
Christian Odzuck: „I don’t want to ruin your willpower“, 2020 (Mixed Media mit Schmuckvase des Parks)

### Internationaler Skulpturenpark 2021
Der 2021 Internationaler Lantz´scher Skulpturenpark Lohausen „Out here in the wild oats amid the alien corn“, ein Projekt der Kunstkommission Düsseldorf, wurde von Sean Mullan und Victoria Tarak kuratiert.

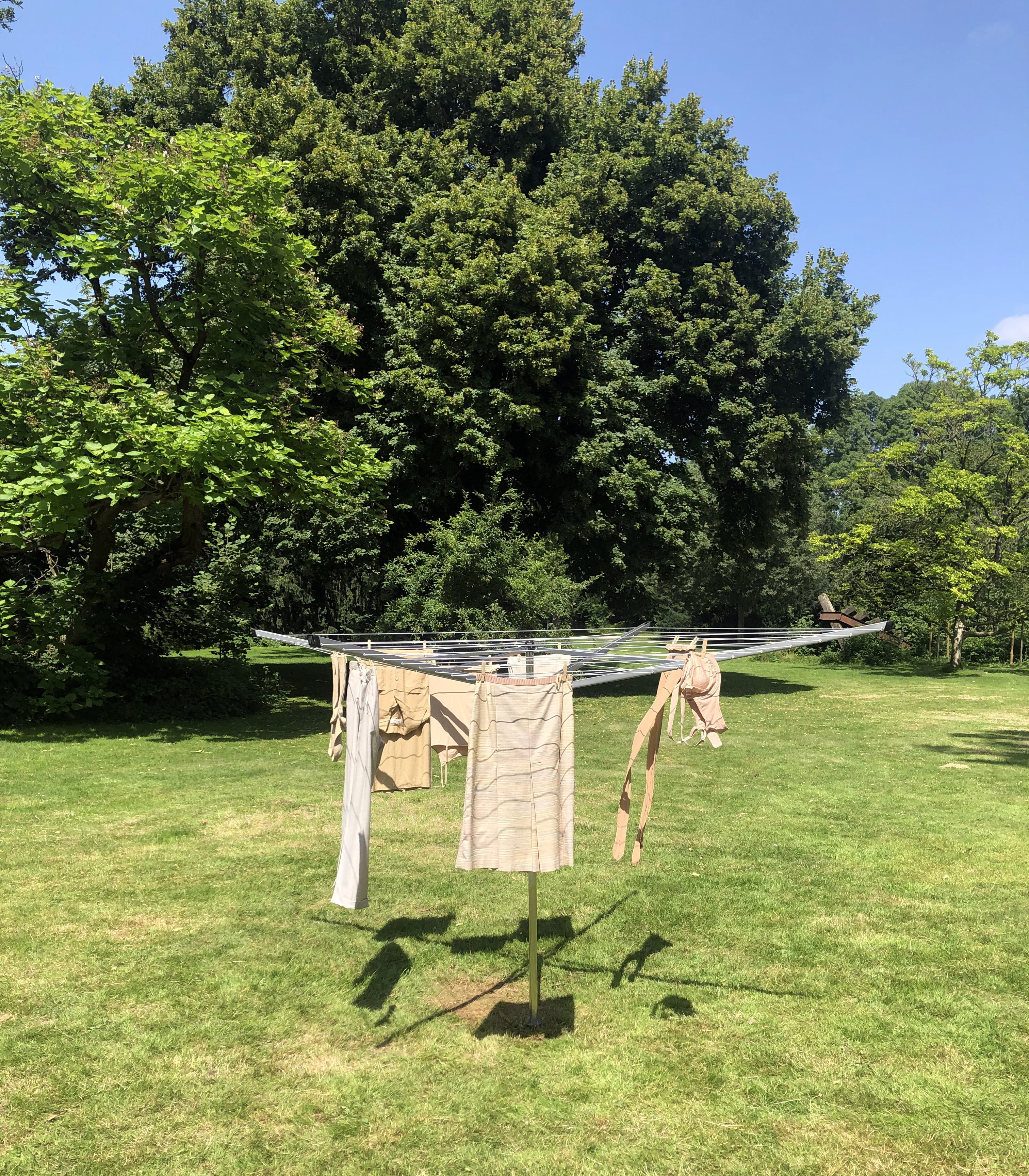
Dominique Gonzalez-Foerster: „Untitled“ (Family Schmela (after Family Stillpass)), 2021
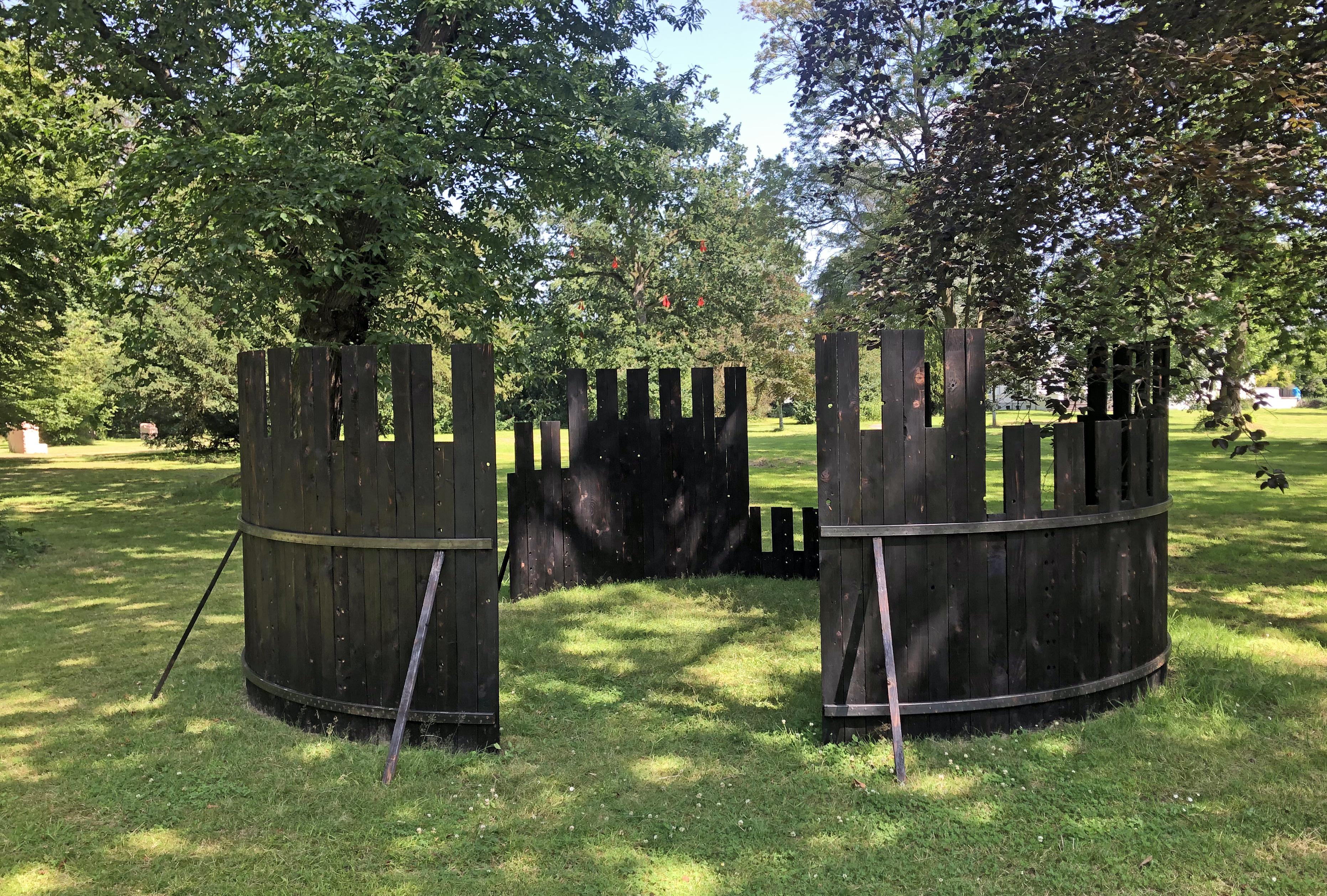
Mira Mann: „Panoscene“ (gebranntes Kiefernholz, Stahl), 2021
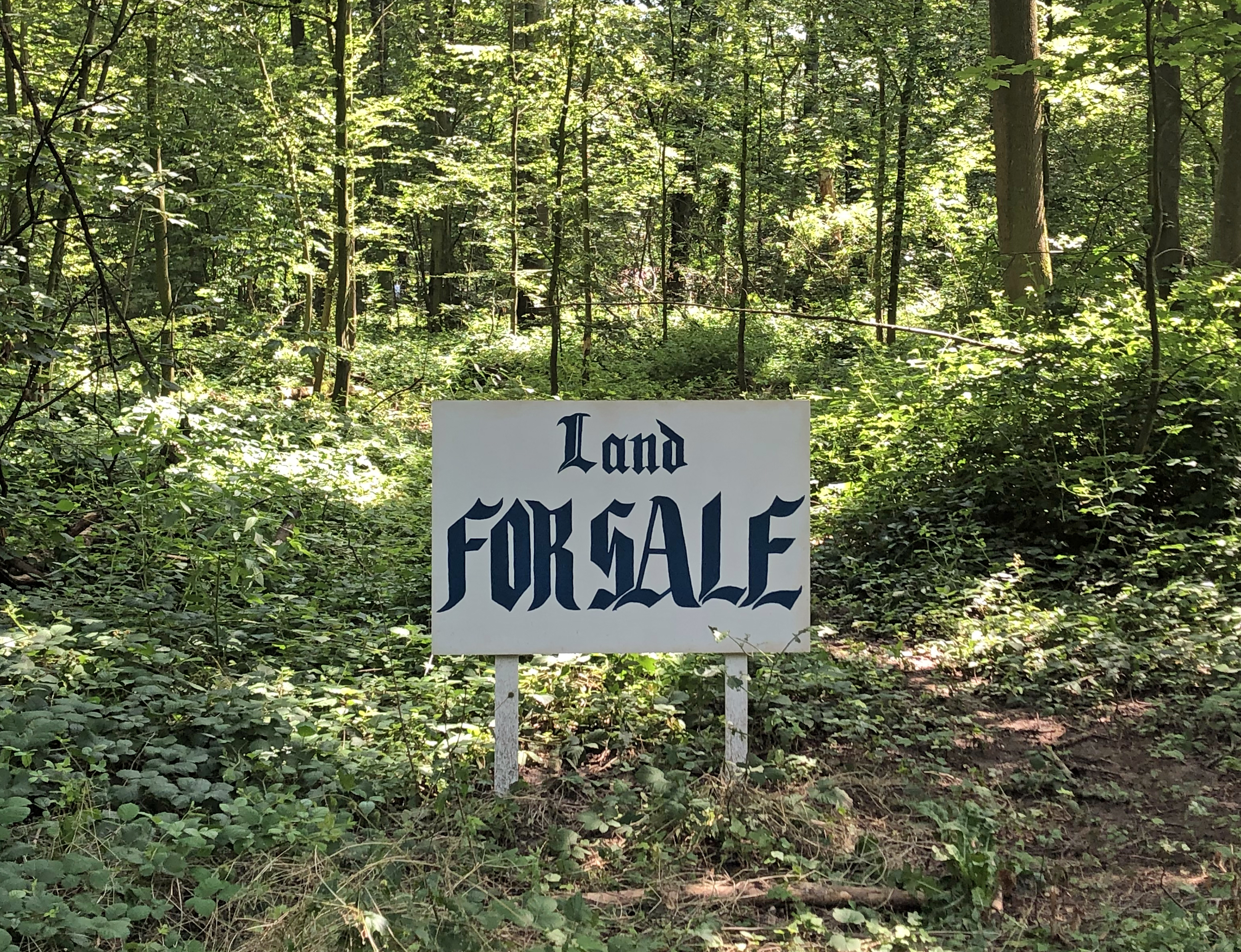
Kinga Kiełczyńska: Detail von „Hidden Interface“, 2021
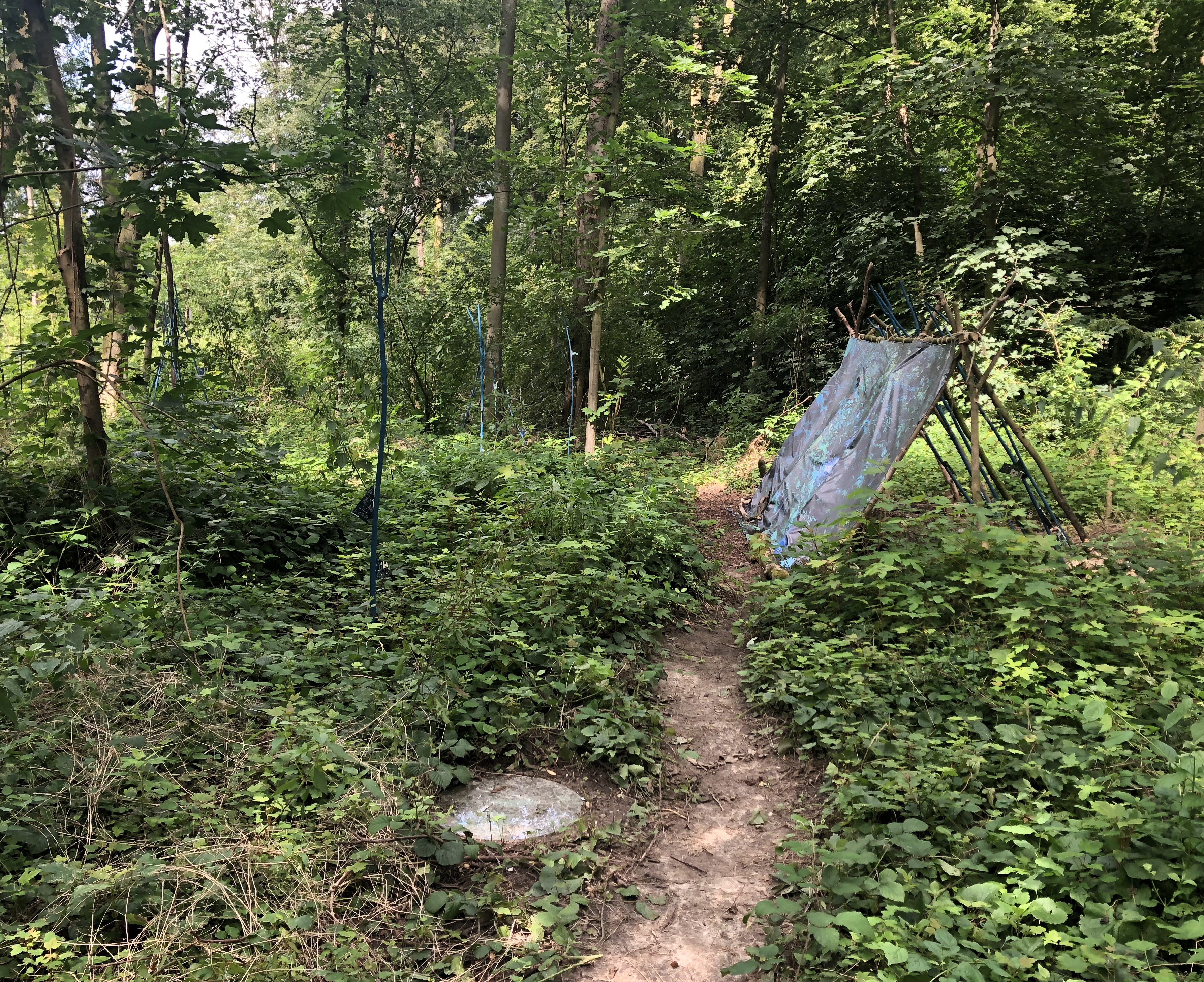
Kinga Kiełczyńska: Detail von „Hidden Interface“ (Garten- und Industrieabfälle, Haselnusssprösslinge, Holz, Glas, PVC-Druck), 2021
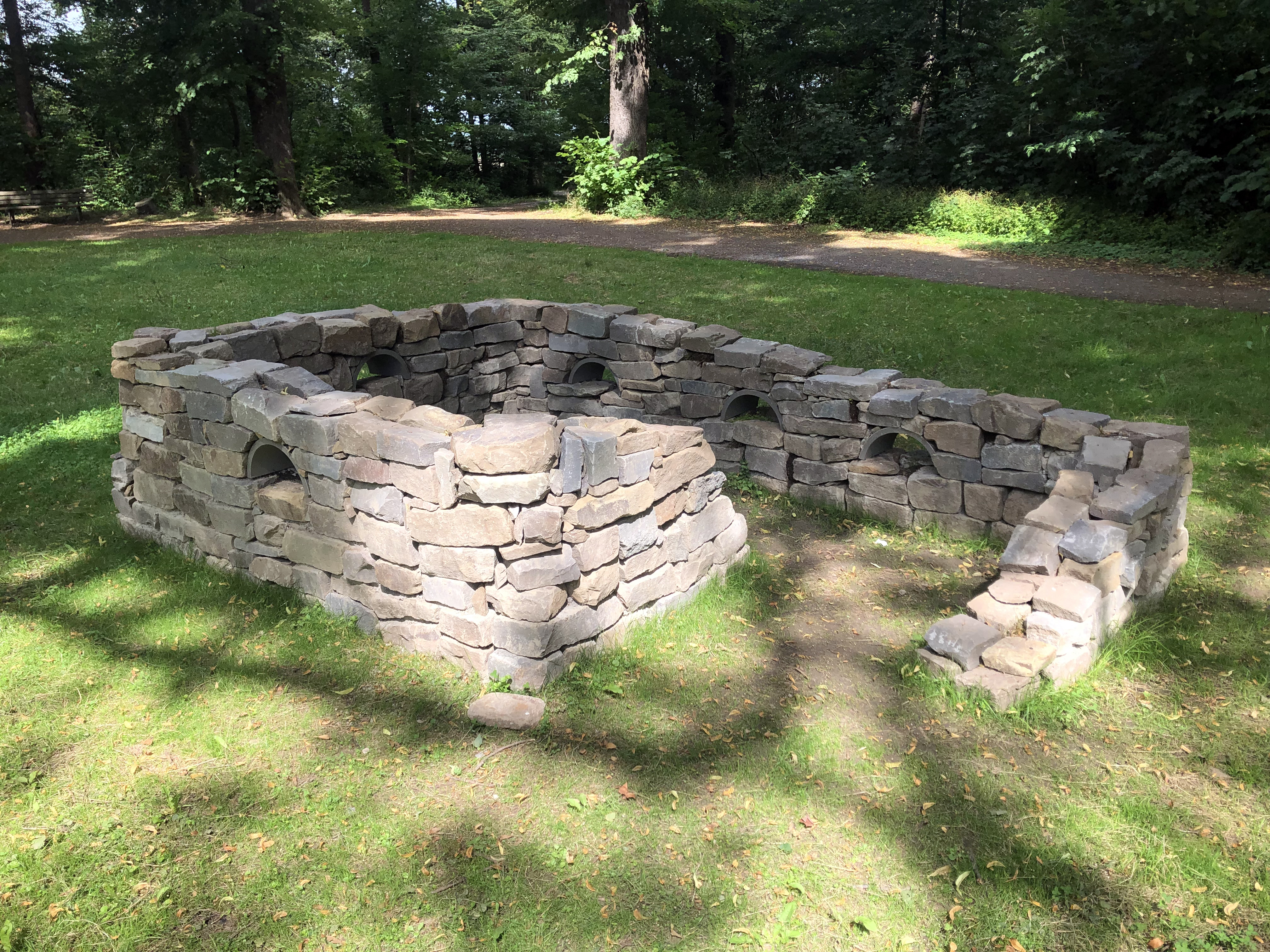
Rindon Johnson & Jordan Loeppky-Kolesnik: „Paddock“ (Grauwackesteine, Mörtel, diverse Pflanzen), 2021
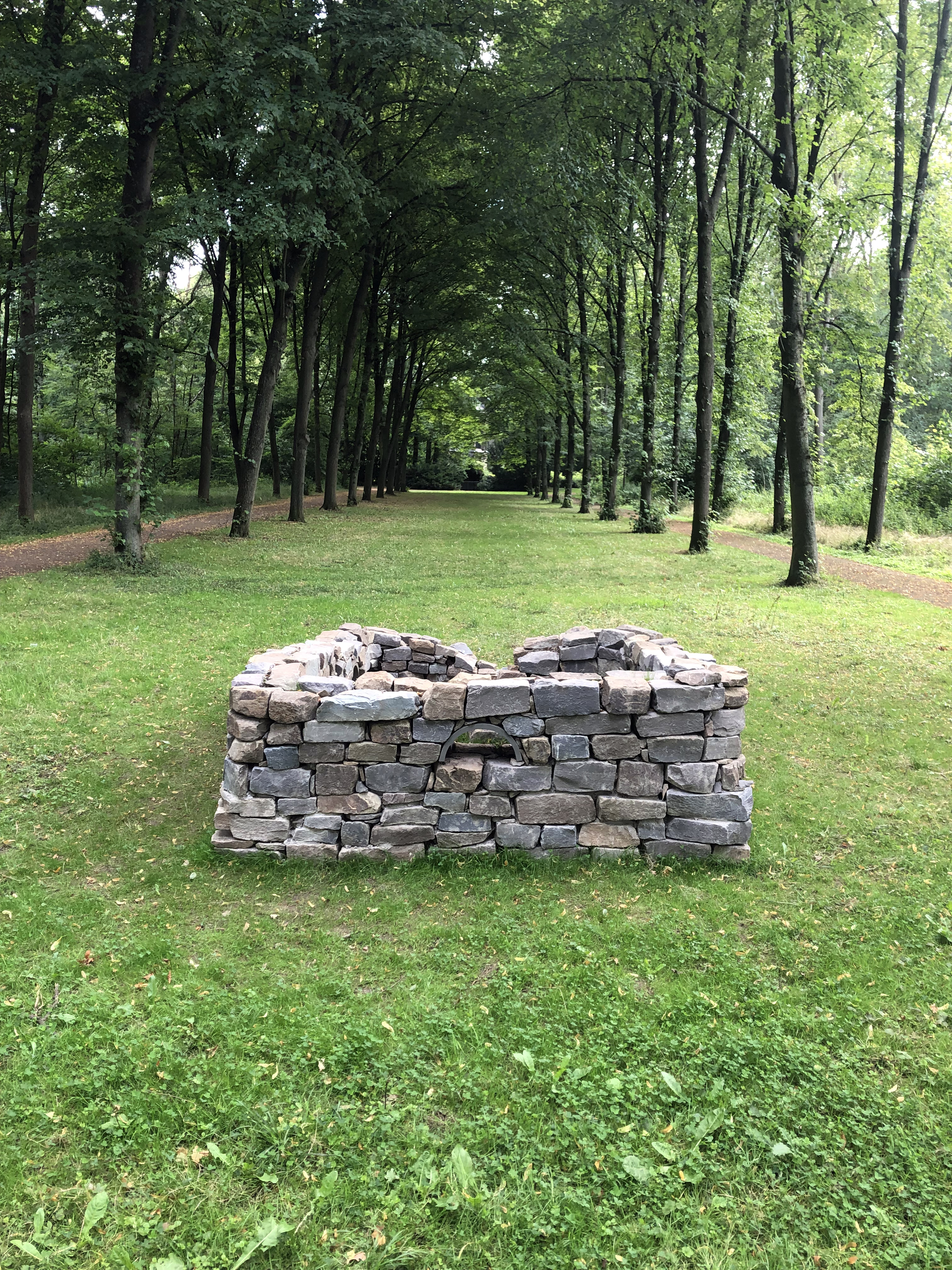
Rindon Johnson & Jordan Loeppky-Kolesnik: „Paddock“, 2021 in der Lindenallee
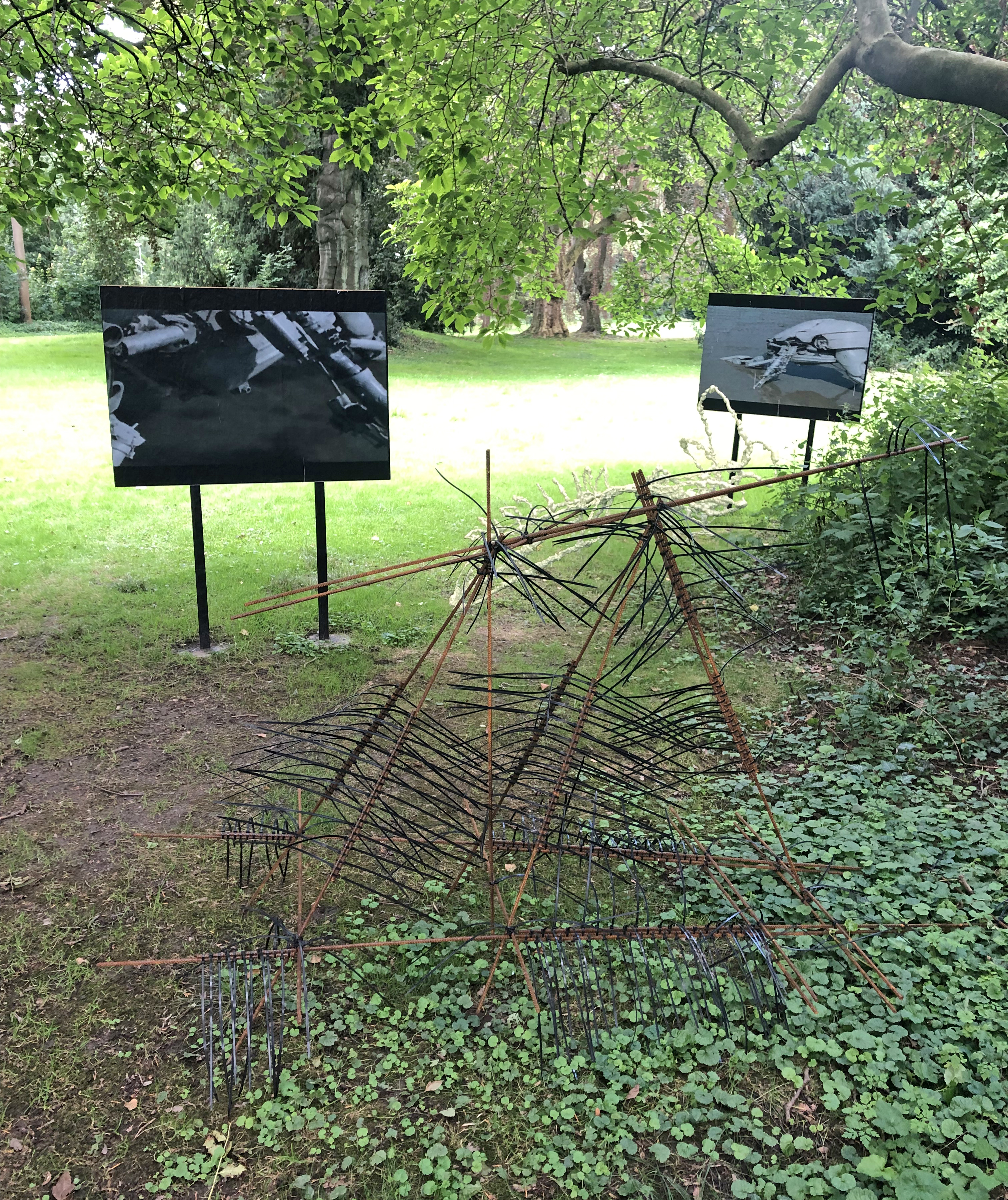
Sami Schlichting: „various curses“ (Stahl, Kabelbinder, Ton, Draht, Heu) und „Booard 1–2“ (Tintenstrahldruck auf Holz), 2021
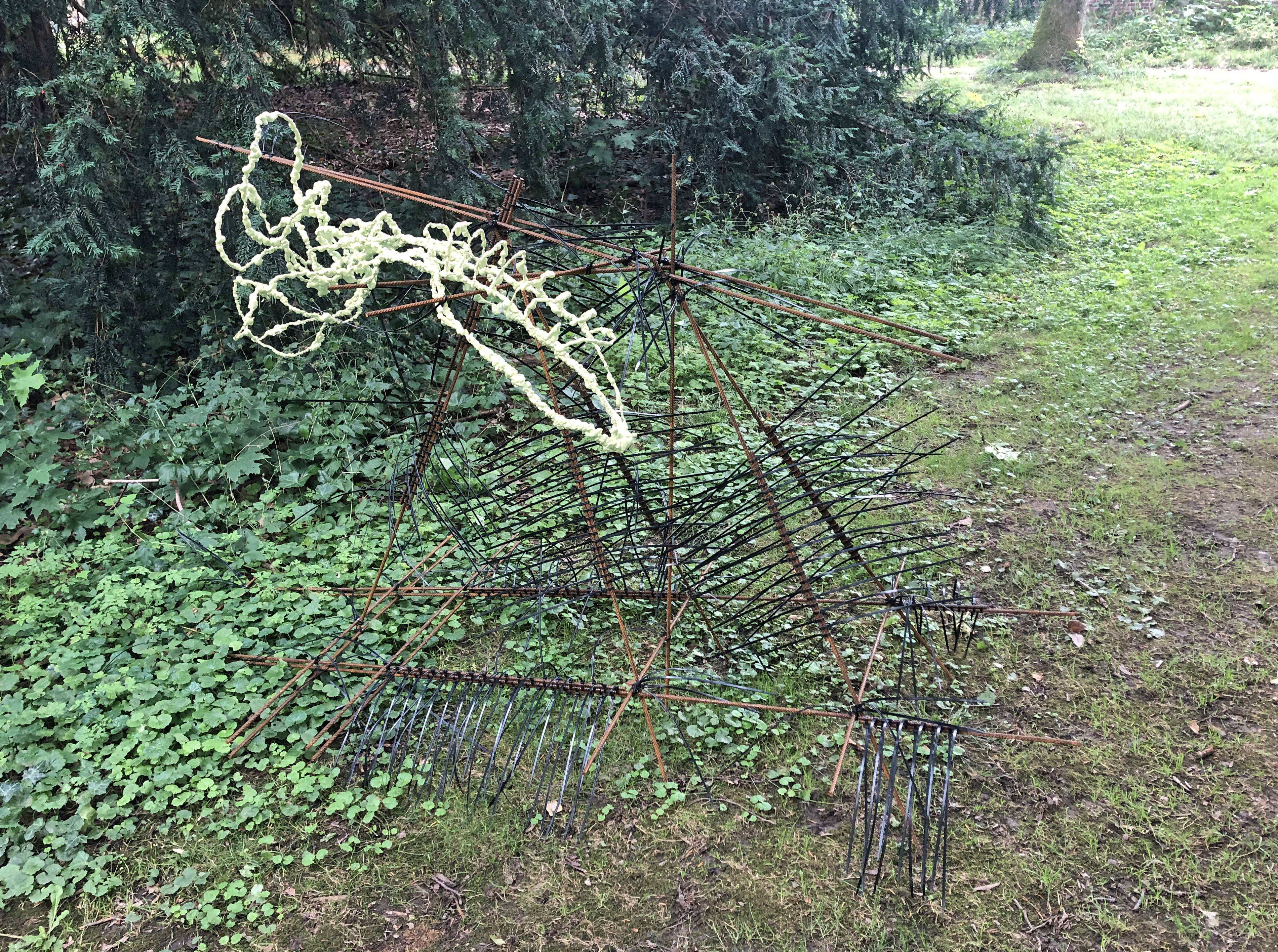
Sami Schlichting: „various curses“, 2021

Weitere Arbeiten: „Nudes X“ und „Nudes XI“ von Daniel Dewar & Grégory Gicquel; „Briefkasten“ und „Box“ von Anna Budniewski; „Wherever you are“ von Klara Kayser; „The Sundial, Story Five“ und „Lazarus (Tunnel)“ von José Montealegre; „Die Vögel, (The Birds)“ von Mikołaj Sobczak.